# Desszert
A desszert (vagy magyarul csemege) egy étkezési fogás, amely általában édes ételekből, például édességekből, esetleg italokból, például desszertborból vagy likőrből áll. Az Egyesült Államokban azonban tartalmazhat kávét, sajtokat, dióféléket vagy más sós ételeket, amelyeket máshol külön fogásnak tekintenek. A világ egyes részein, például Közép- és Nyugat-Afrika, valamint Kína nagy részén nincs hagyománya az étkezés befejezésére szolgáló desszertnek.
A desszert kifejezés sokféle édességre vonatkozhat, például kekszekre, tortákra, süteményekre, pudingokra, zselatinokra, fagylaltokra, süteményekre, pitékre, pudingokra, édes levesekre és tortákra. A gyümölcs általában megtalálható a desszert között, természetesen előforduló édessége miatt. Egyes kultúrák olyan összetevőkkel édesítik, amelyek ízfokozóak.

## Etimológiája
A „desszert” szó a francia desservir, vagyis „az asztal letisztítása” kifejezésből származik. Első ismert felhasználása 1600-ban volt, a Természetes és mesterséges irányzatok az egészségre című egészségügyi oktatási kézikönyvben, amelyet William Vaughan írt. Michael Krondl A desszert története című könyvében kifejti, hogy a desszertet az asztal felszabadítása után adták fel. A kifejezés a 14. századból származik, de mai jelentését a 20. század elején érte el, amikor a service à la française (francia felszolgálás; a különféle ételek egyszerre kerülnek az asztalra) a service à la russe helyébe (orosz felszolgálás; a fogások egymás utáni felszolgálása).

## Használata
A desszert szót erre a fogásra leggyakrabban Ausztráliában, Kanadában, Írországban, Új-Zélandon és az Egyesült Államokban használják, míg a "pudding", "sweet" vagy köznyelven "afters" az Egyesült Királyságban és néhány más egykori brit nemzetközösségi országban, köztük Hongkongban és Indiában.

## Története

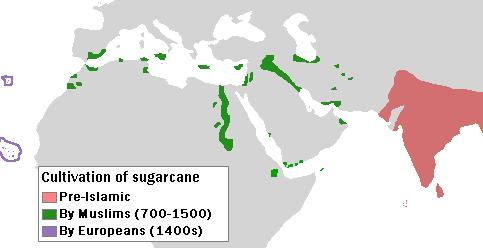
A cukornád elterjedése az ókori Indiából

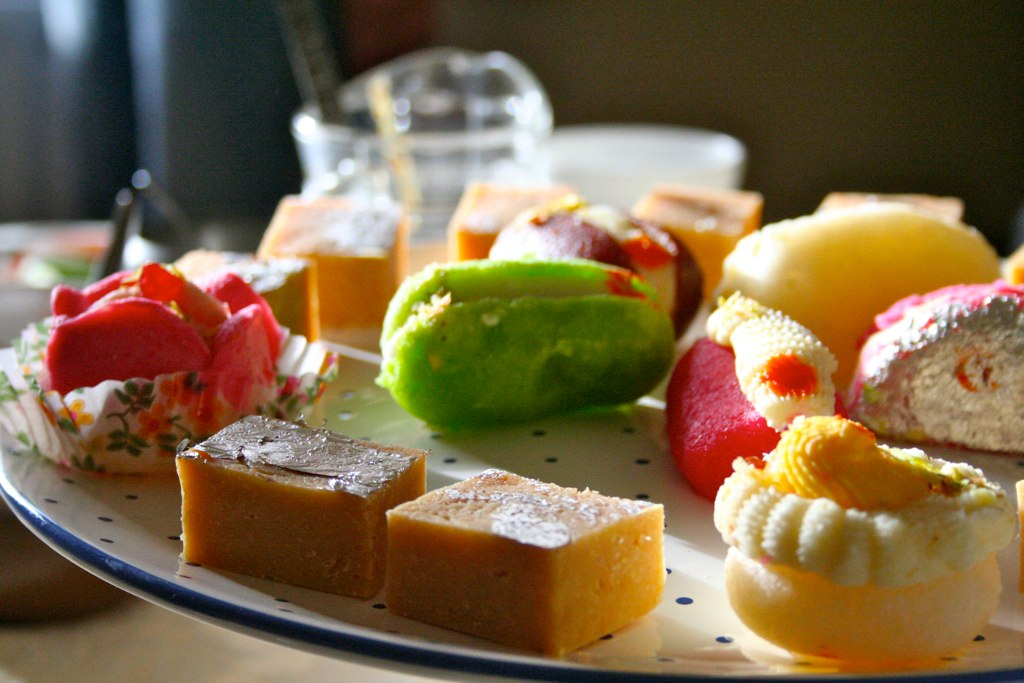
Néhány indiai cukrászdesszert, a több száz fajtából. India bizonyos részein ezeket mithainak, vagyis édességeknek nevezik. A cukornak és a desszerteknek hosszú a története Indiában: i. e. 500 körül kifejlesztették a technológiát a cukorkristályok előállítására. A helyi nyelvben ezeket a kristályokat khandának (खण्ड) hívták, amely az édesség szó forrása

Az édességeket az ókori Mezopotámiában és az ókori Indiában és más ősi civilizációkban etették az istenekkel. A szárított gyümölcs és a méz valószínűleg az első édesítőszer volt, amelyet a világ legnagyobb részén használtak, de a cukornád világszerte történő elterjedése elengedhetetlen volt a desszert kifejlesztéséhez.
A cukornádat már Kr. e. 500 előtt termelték és finomították Indiában, majd 500-ban kristályosították, így könnyen szállítható lett. Cukorral és cukornáddal kereskedtek, így a cukor Kr. e. 300-ban Macedóniában, Kr. u. 600-ban pedig már Kínában is elérhető volt. Az Indiai szubkontinensen a Közel-Keleten és Kínában a cukor több mint ezer éve a főzés és a desszertek alapanyaga. A cukornád és a cukor kevéssé ismert és ritka volt Európában egészen a 12. századig vagy későbbig, amikor is a keresztes háborúk, majd a gyarmatosítás elterjesztette a használatát.
Hérodotosz megemlíti, hogy a görögökkel szemben a fő perzsa étkezés egyszerű volt, de utána sok desszertet ettek.
Az európaiak a középkorban kezdték gyártani a cukrot, és több édes desszert lett elérhető. Akkor is olyan drága volt a cukor, hogy általában csak a tehetősek engedhették meg maguknak, különleges alkalmakkor. Az első almás pite receptje 1381-ben jelent meg. A cupcake (teasütemény) kifejezés legkorábban a Hetvenöt recept a tésztához, süteményekhez és édességekhez, 1828-ban Eliza Leslie szakácskönyvében jelent meg első ízben.
Az ipari forradalom Európában és később Amerikában a desszertek (és általában az élelmiszerek) tömegtermelését, feldolgozását, tartósítását és csomagolását hozta magával. A mélyhűtött ételek, beleértve a desszerteket is, nagyon népszerűvé váltak az 1920-as évektől, amikor a fagyasztás megjelent. Ezek a feldolgozott élelmiszerek a diéták jelentős részévé váltak számos iparosodott térségben. Sok országban vannak olyan desszertek és ételek, amelyek nemzeteik vagy régióik szerint megkülönböztethetők.

## Hozzávalók
Az édes desszertek általában répacukrot, nádcukrot, pálmacukrot, mézet vagy bizonyos típusú szirupot tartalmaznak, mint például melasz, juharszirup, treacle vagy kukoricaszirup. A nyugati stílusú desszertek egyéb gyakori összetevői a liszt vagy más keményítő, A főzőzsírok, például vaj vagy zsír, tejtermék, tojás, só, savas összetevők, például a citromlé, valamint a fűszerek és egyéb ízesítők, mint a csokoládé, mogyoróvaj, gyümölcsök és diófélék. Ezen összetevők aránya, az előállítási módszerekkel együtt, döntő szerepet játszik a végtermék állagában és ízében.
A cukrok nedvességet és lágyságot kölcsönöznek a pékáruknak. A liszt vagy a keményítő komponensek fehérjeként szolgálnak a desszert szerkezetét adják. A zsírok hozzájárulnak a nedvességhez, és lehetővé teszik a pelyhes rétegek kialakulását a süteményekben és a pite kérgében. A pékárukban található tejtermékek nedvesen tartják a desszerteket. Sok desszert tojást is tartalmaz, annak érdekében, hogy pudingot képezzen, vagy elősegítse a süteményszerű anyag felszaporodását és sűrűsödését. A tojássárgája kifejezetten hozzájárul a desszertek gazdagításához. A tojásfehérje kovászként szolgál vagy struktúrát biztosít. Az egészséges táplálkozás mozgalmának további újításai miatt több információ áll rendelkezésre a standard összetevők vegán és gluténmentes helyettesítőiről, valamint a finomított cukor pótlásáról.
A desszertek sokféle fűszert és kivonatot tartalmazhatnak a különféle ízek eléréséhez. Sót és savakat adnak a desszertekhez, hogy kiegyensúlyozzák az édes ízeket, és kontrasztot teremtsenek az ízekben. Néhány desszert kávés ízű, például a jeges kávés szuflé vagy kávés keksz. A szeszt összetevőként is lehet használni, alkoholos desszertek készítéséhez.

## Fajtái
A desszert ízek, textúrák és megjelenések variációiból áll. A desszerteket általában édesebb fogásként lehet meghatározni, amely befejezi az étkezést. Ez a meghatározás számos fogást foglal magában, a gyümölcsöktől vagy a szárított dióféléktől a több összetevős süteményekig és tortákig. Számos kultúrában a desszert különböző változatai szerepelnek. A modern időkben a desszertek variációit általában átadták egymásnak, vagy azok földrajzi régiókból származnak. Ez az egyik oka a desszertek változatosságának. Ez néhány olyan fő kategória, amelybe desszerteket lehet helyezni.

### Keksz vagy sütemény
A kekszek, az ófrancia bescuit szóból eredetileg latinul kétszersültet jelentenek, Észak-Amerikában más néven "sütik", lapos, falat méretű vagy nagyobb péksütemények, amelyeket általában kézzel esznek. A kekszek textúrája ropogós, rágós vagy puha lehet. Ilyen például a réteges rúd, a ropogós habcsók és a puha csokis keksz.

### Torták

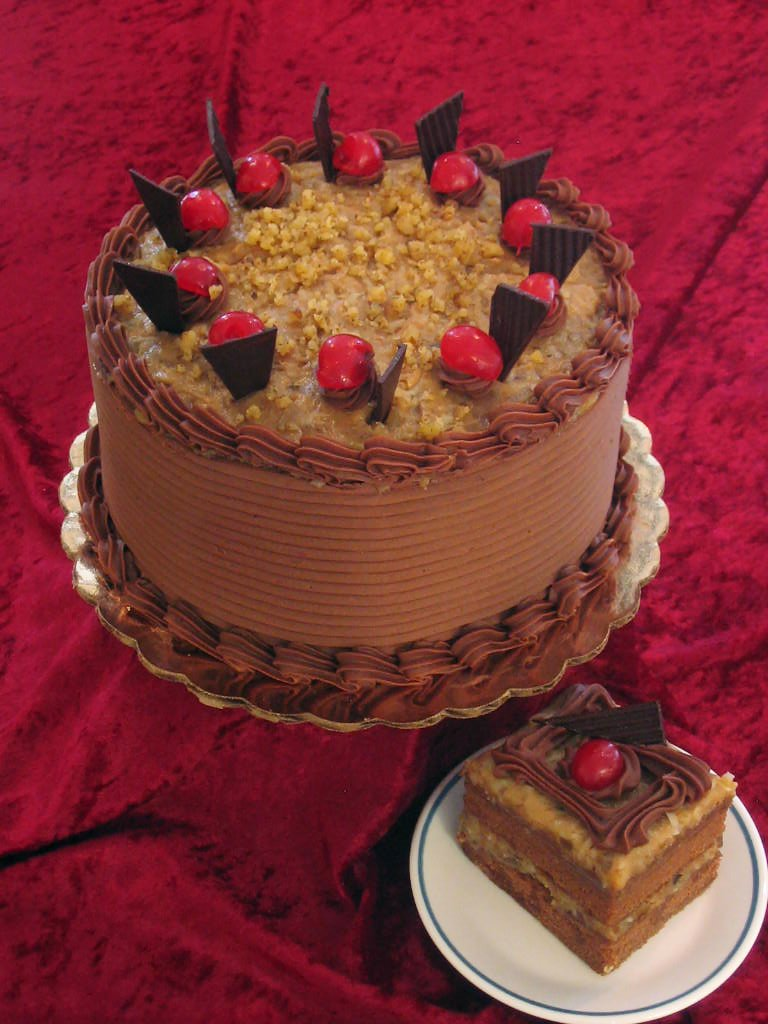
Német csokoládétorta, réteges töltött torta, kókusz-pekándiós cukormázzal tetején

A torták édes, finom kenyerek, amelyek cukorból és finom lisztből készülnek, a könnyű, szellős piskótától a sűrű, kevesebb lisztet tartalmazó süteményig változhatnak. A szokásos aromák közé tartoznak a szárított, kandírozott vagy friss gyümölcsök, diófélék, kakaó vagy kivonatok. Tölthetők gyümölcskonzervekkel vagy desszertmártásokkal (például cukrászkrém), vajkrémmel vagy más dermesztővel, marcipánnal, csövezett szegélyekkel vagy kandírozott gyümölcsökkel díszítve. A tortát gyakran ünnepi ételként szolgálják fel, például esküvők, évfordulók és születésnapok alkalmával. A kis méretű torták népszerűvé váltak, cupcake és petits formában.

### Csokoládék és cukorkák

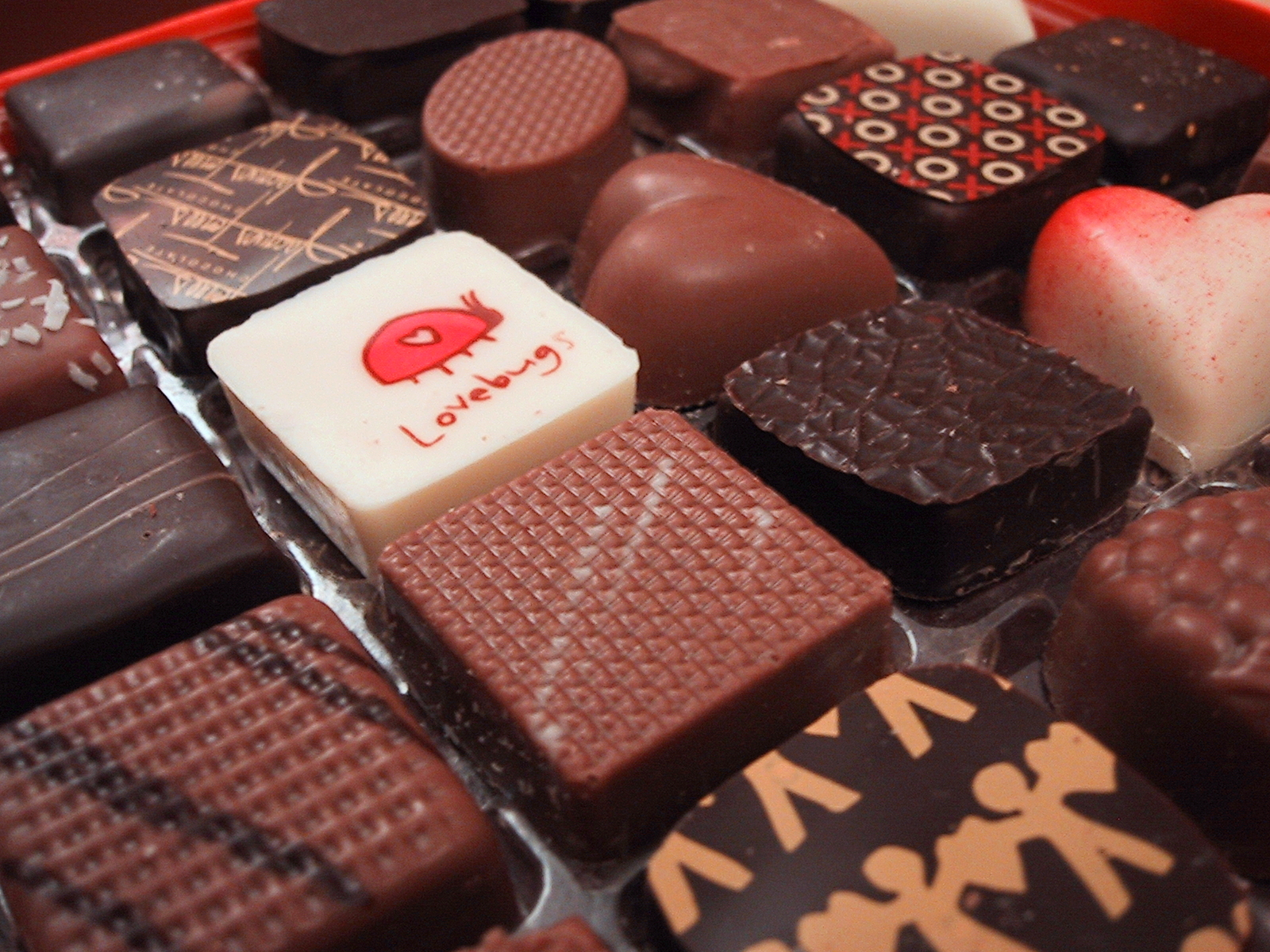
Valentin-napi csokoládék

A csokoládé a kakaóbab jellemzően édes, általában barna ételkészítménye, pörkölt, őrölt és gyakran ízesített. A tiszta, édesítetlen csokoládé elsősorban szilárd kakaóanyagokat és kakaóvajat tartalmaz, változó arányban. A jelenleg elfogyasztott csokoládé nagy része édes csokoládé, a csokoládét cukorral kombinálva. A tejcsokoládé édes csokoládé, amely emellett tartalmaz tejport vagy sűrített tejet. A fehér csokoládé kakaóvajat, cukrot és tejet tartalmaz, de szilárd kakaóanyagot nem. Az étcsokoládét zsiradék és cukor hozzáadásával a kakaókeverékhez, tej nélkül vagy sokkal kevesebb tejjel, állítják elő, mint a tejcsokoládét.
A cukorkák, más néven édességek vagy nyalókák, olyan édességek, amelyek fő összetevője a cukor. Sok cukorka magában foglalja a cukor kristályosodását, amely megváltoztatja a cukorkristályok szerkezetét. A cukorkák sokféle formát ölthetnek, beleértve a karamellát, a mályvacukrot és a pépeset.

### Pohárkrémek és pudingok
Az ilyen desszertek általában sűrített tejbázist tartalmaznak. A pudingokat megfőzzük és tojással besűrítjük. A sült pudingok közé tartozik a krém brûlée és a flan. A pudingokat keményítőkkel, például kukoricakeményítővel vagy tápiókával sűrítik. A pohárkrémekeat és pudingokat gyakran használják más desszertek alapanyagaként, például sütemények vagy piték töltelékeként.

### Rántott desszertek

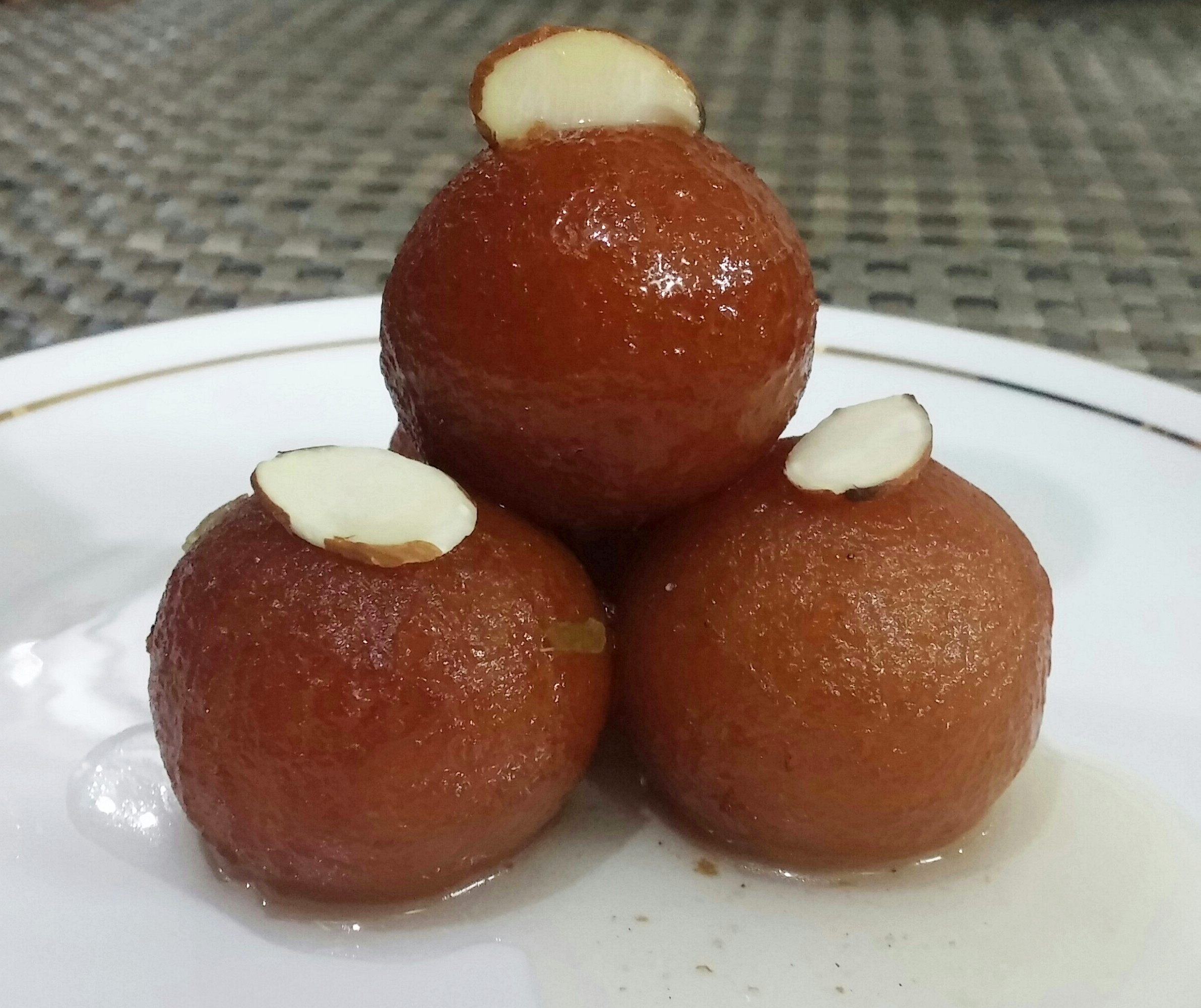
A mandulaszeletekkel ellátott Gulab jamun az egyik legnépszerűbb édesség az indiai szubkontinensen

Sok konyha tartalmaz egy rántott keményítőalapú tésztából készült desszertet. Sok országban a fánk lisztalapú tészta, amelyet kirántanak. Néha pudinggal vagy zselével töltik meg. A ropogós gyümölcsök vastag tésztában sültek. A Gulab jamun egy indiai desszert, amely tésztává gyúrt, rántott és mézbe áztatott tejszilárd anyagokból készül. A churro egy rántott és cukrozott tészta, amelyet sok országban desszertként vagy snackként fogyasztanak. A fánk arról híres, hogy a A Simpson család című animációs televíziós sorozat Homer Simpson kitalált karakterének védjegye.

### Fagyasztott desszertek

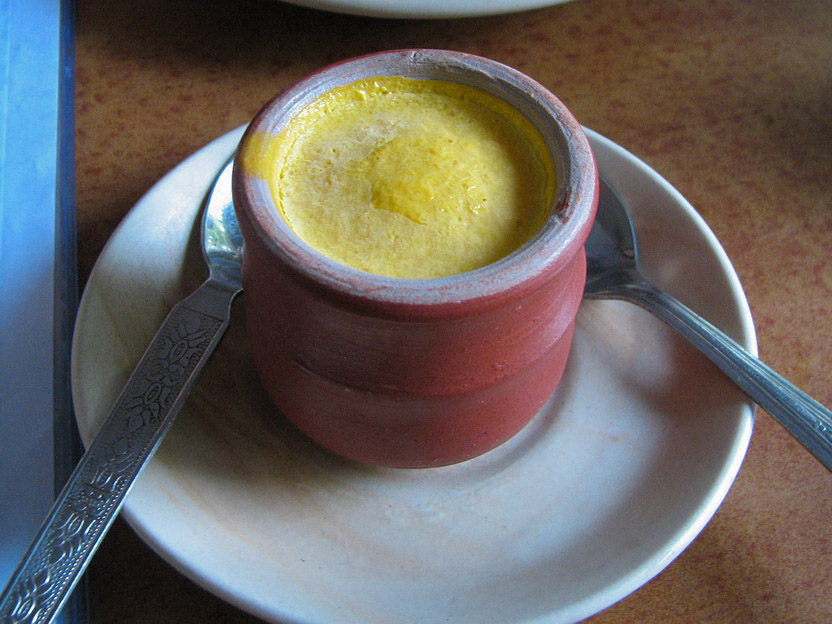
Kulfi egy Indiából származó edényben

Fagylalt, zselé, szorbett és borotvált jég desszertek tartoznak ebbe a kategóriába. A fagylalt egy krémalap, amelyet fagyasztva forgatva krémes állagot hoznak létre. A gelato (olasz fagylalt) tejbázist használ, és kevesebb benne a levegő, mint a hagyományos fagylaltban, ezért sűrűbb. A szorbet aprított gyümölcsből készül, és nem tej alapú. A borotvált jégből készült desszertek egy jégtömb leborotválásával és ízesített szirup vagy gyümölcslé jégforgácshoz adásával készülnek.

### Zselés desszertek
A zselés desszerteket édesített folyadékkal készítik, amelyet zselatinnal vagy más sűrítőszerrel sűrítenek. Sok kultúrában ismertek. A fűzselé és az annin tofu kínai zselés desszertek. A jókan japán zselés desszert. Az angolul beszélő országokban sok desszert recept zselatinon alapul, gyümölcs vagy tejszínhab hozzáadásával. A zselatin vegetárius helyettesítője az agaragar.

### Péksütemények

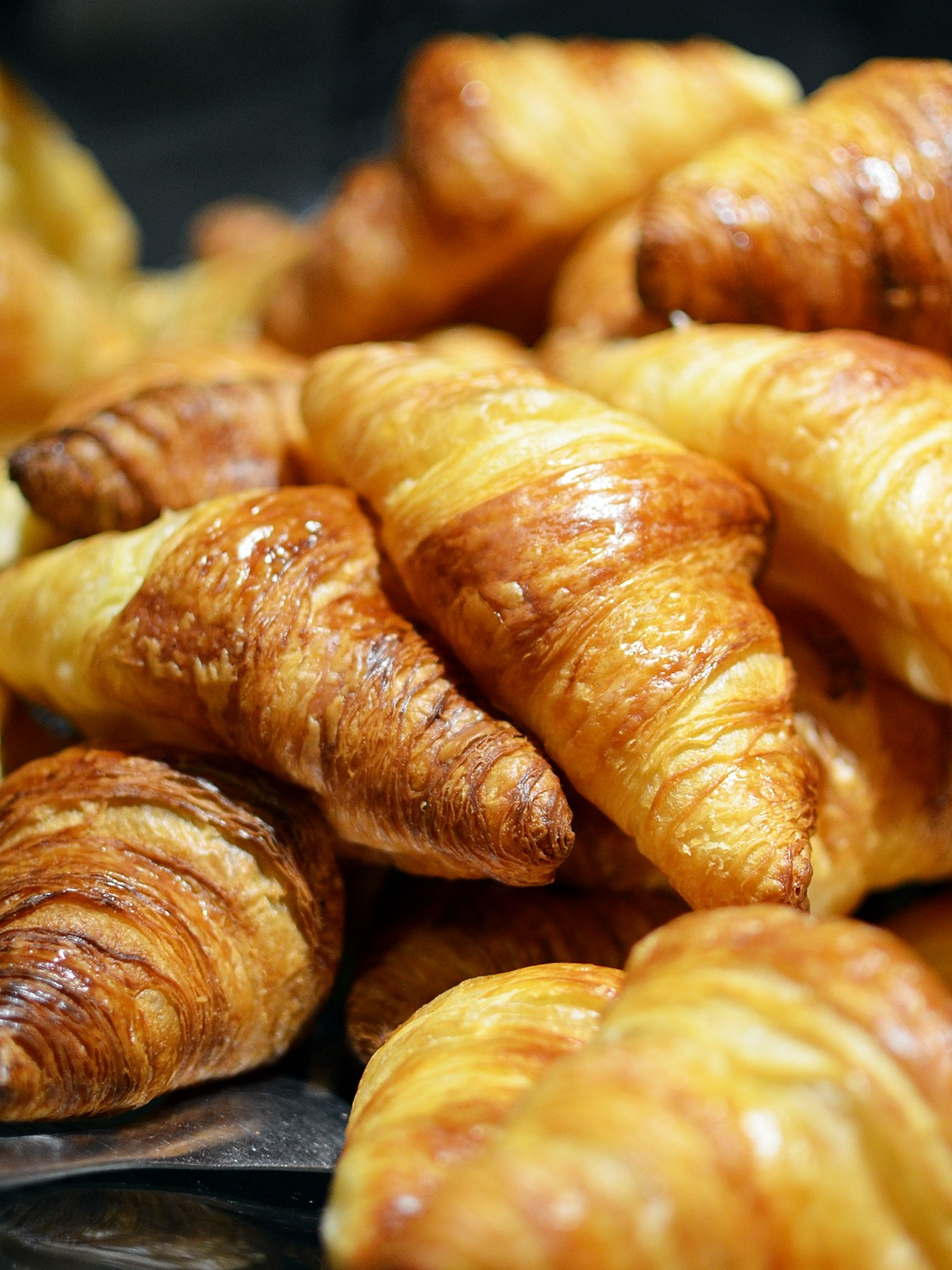
Croissant au beurre (vajas kroasszan)

Az édes péksütemények, amelyek lehetnek könnyű és pelyhes kenyér formájában, levegős textúrával, például kifli vagy élesztő nélküli tészta, magas zsírtartalommal és ropogós textúrával, például omlós tészta. A süteményeket gyakran ízesítik vagy töltik gyümölcsökkel, csokoládéval, dióval és fűszerekkel. A péksüteményeket néha teával vagy kávéval fogyasztják reggelire.

### Pite, kosárka és gyümölcslepény
A pite és a kosárka egy töltelékkel rendelkező kéreg, amely készülhet akár péksüteményből, akár morzsából. A pite töltelékei a gyümölcsöktől a pudingokig terjednek; a kosárkatöltelékek általában gyümölcsalapúak. A gyümölcslepény gyümölcsalapú töltelékkel készült sütemény, amelyet sütés előtt a tetejére öntünk.

### Édes levesek

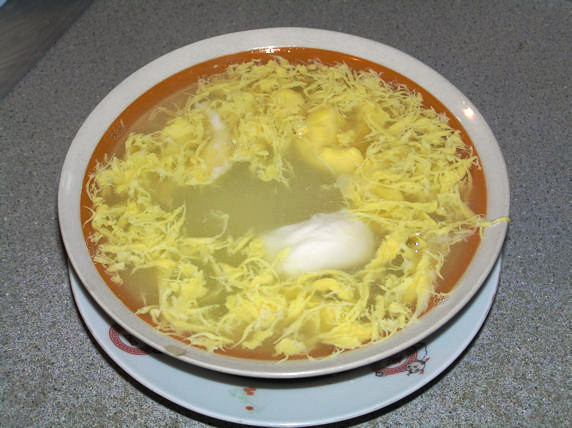
Tojás tong sui

A tong sui, szó szerint fordítva „cukorvíz” néven is ismert, és tim tong néven ismert, minden olyan édes, meleg leves vagy puding, amelyet desszertként szolgál fel a kantoni konyha az étkezések végén. A tong sui kantoni specialitás, és ritkán fordul elő Kína más, regionális konyháiban. A kantoni nyelvű közösségeken kívül a levesdesszerteket általában nem ismerik el külön kategóriának, és a tong sui kifejezést sem használják.

### Desszertborok
A desszertborok olyan borok, amelyeket általában desszert mellé szolgálnak fel. A desszertbornak nincs egyöntetű meghatározása. Az Egyesült Királyságban minden ételhez fogyasztható, édes bort ennek tekintenek, szemben az étkezés előtt elfogyasztott fehér likőrborokkal (fino és amontillado sherry), valamint a vörös dúsított borokkal (portói és madeira) étkezés utánra. Így a legtöbb dúsított bort megkülönböztetik a desszertboroktól, de néhány kevésbé erősített fehérbor, mint például a Pedro Ximénez sherry és a Muscat de Beaumes-de-Venise tiszteletbeli desszertborok. Az Egyesült Államokban ezzel szemben a desszertbor jogi értelemben minden 14 térfogatszázalék alkoholt meghaladó bor, amely az összes dúsított bort magában foglalja - és ennek eredményeként magasabb adókulccsal adózik. Ilyen például a Sauternes és a tokaji aszú. (Lásd még a borok cukortartalom szerinti felosztását.)

## Képgaléria

Desszertpéldák
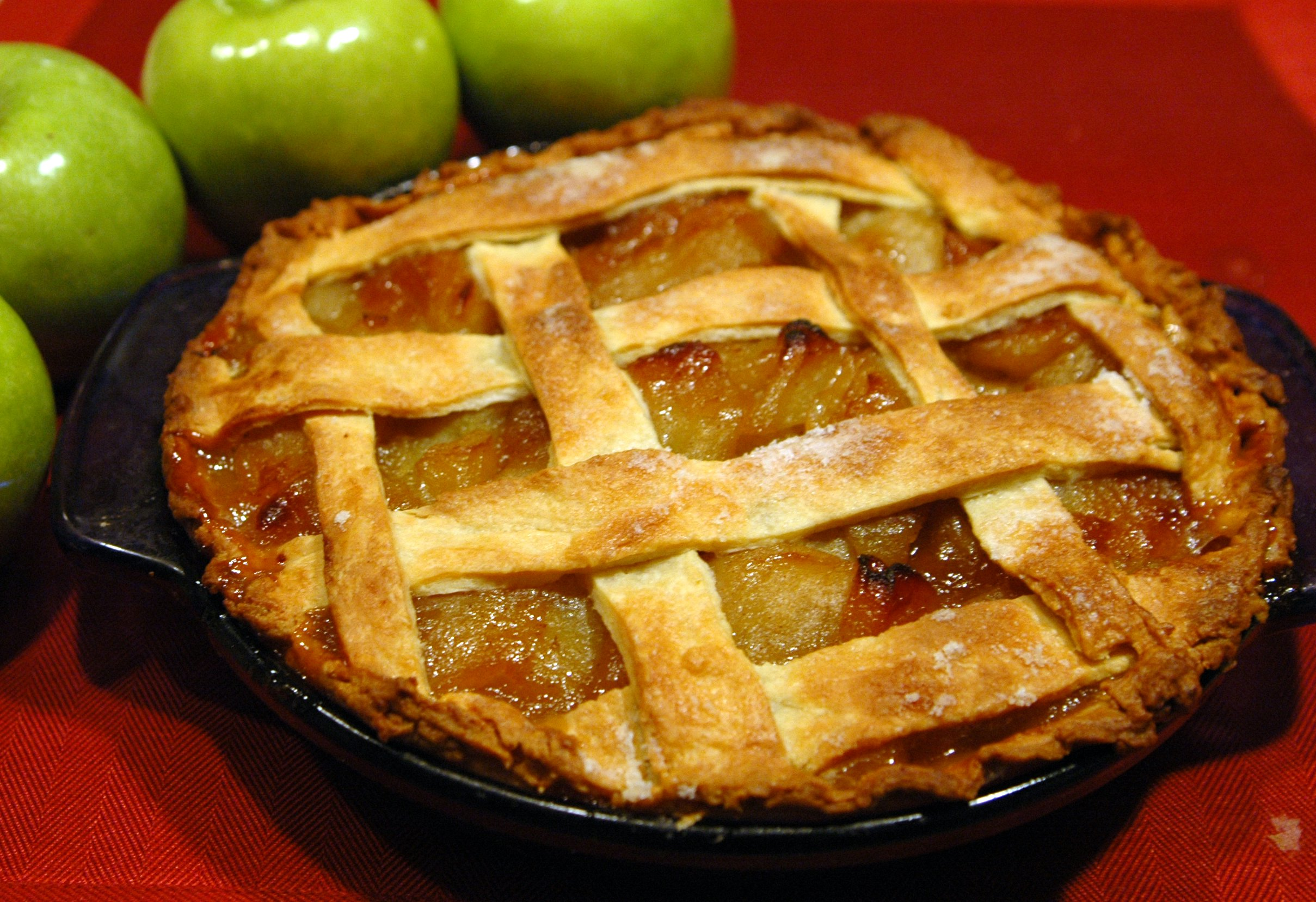
Almás pite
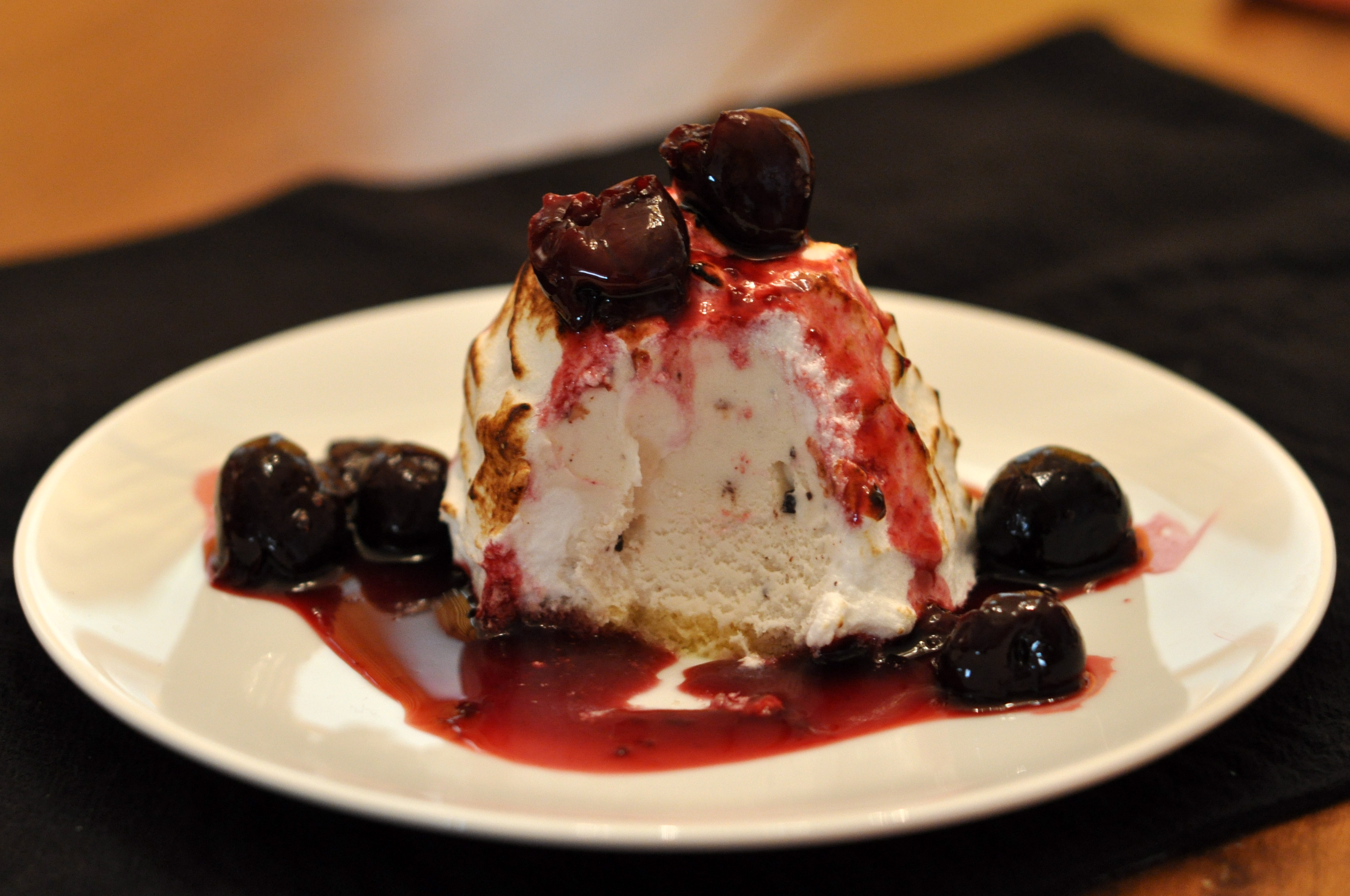
Sült alaszkai, fagylalt és sütemény tetején megbarnított habcsók
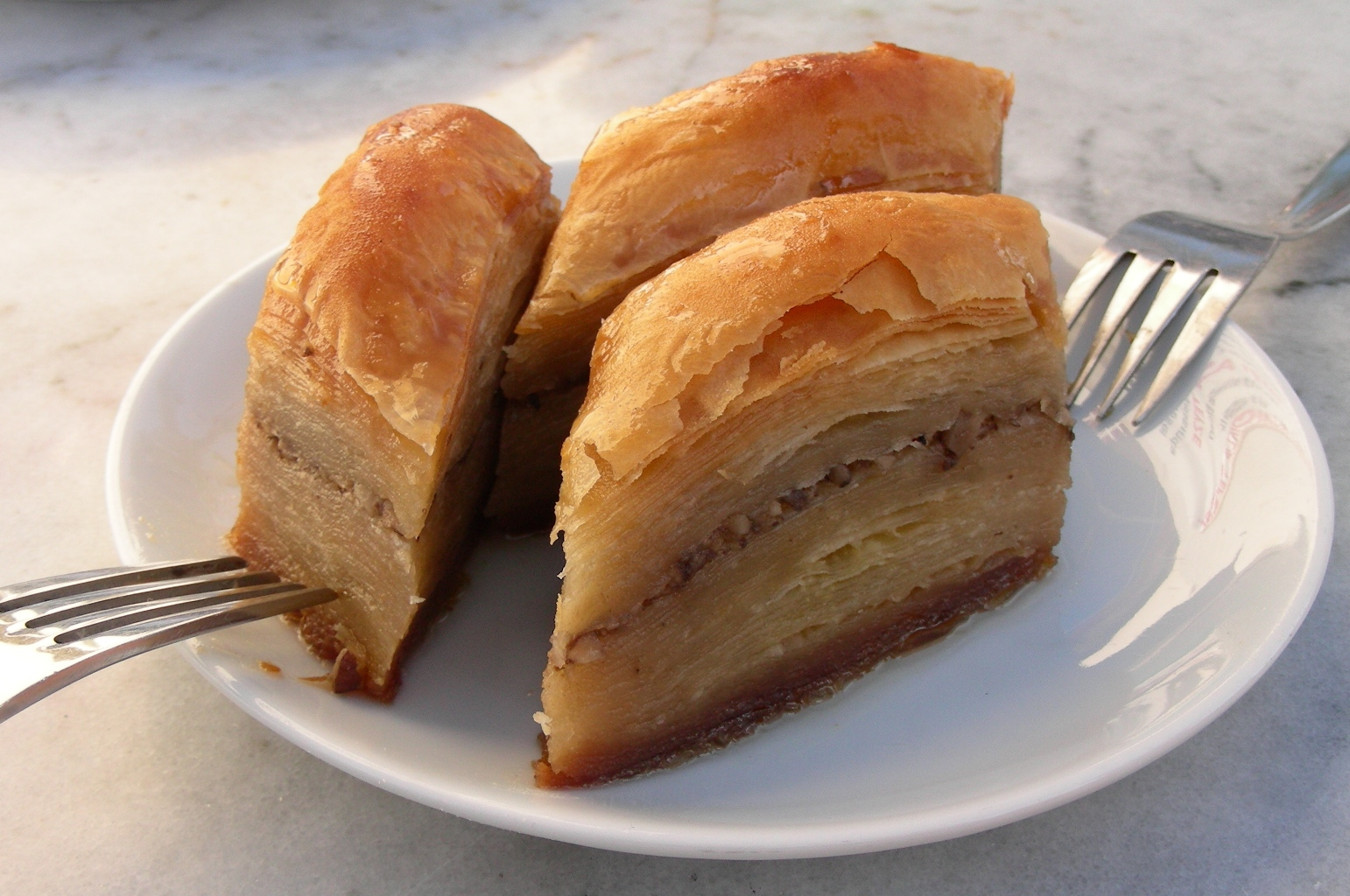
Baklava, egy péksütemény, amely filo rétegeket tartalmaz apróra vágott dióval, édesítve és sziruppal vagy mézzel együtt
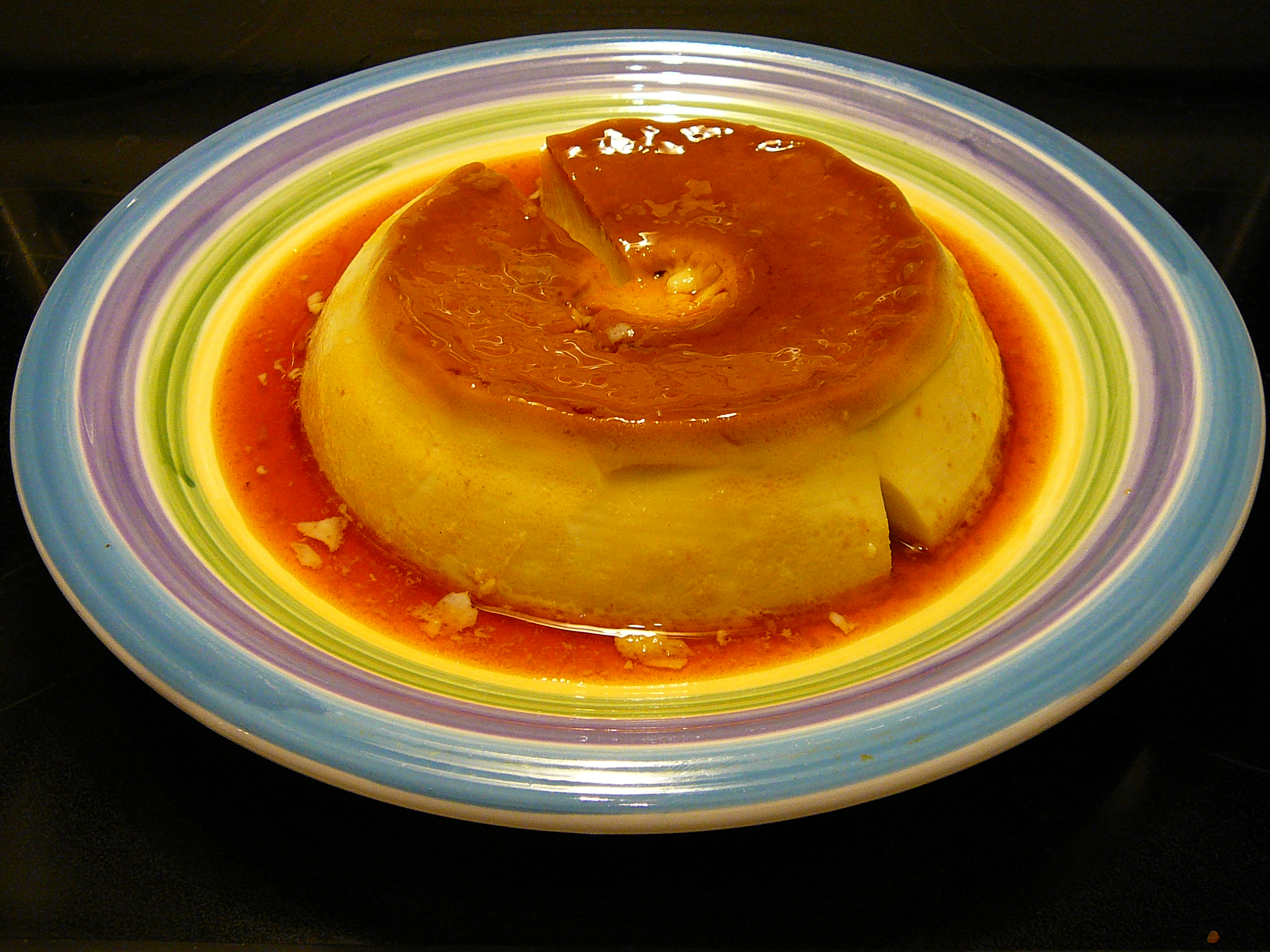
Sült puding
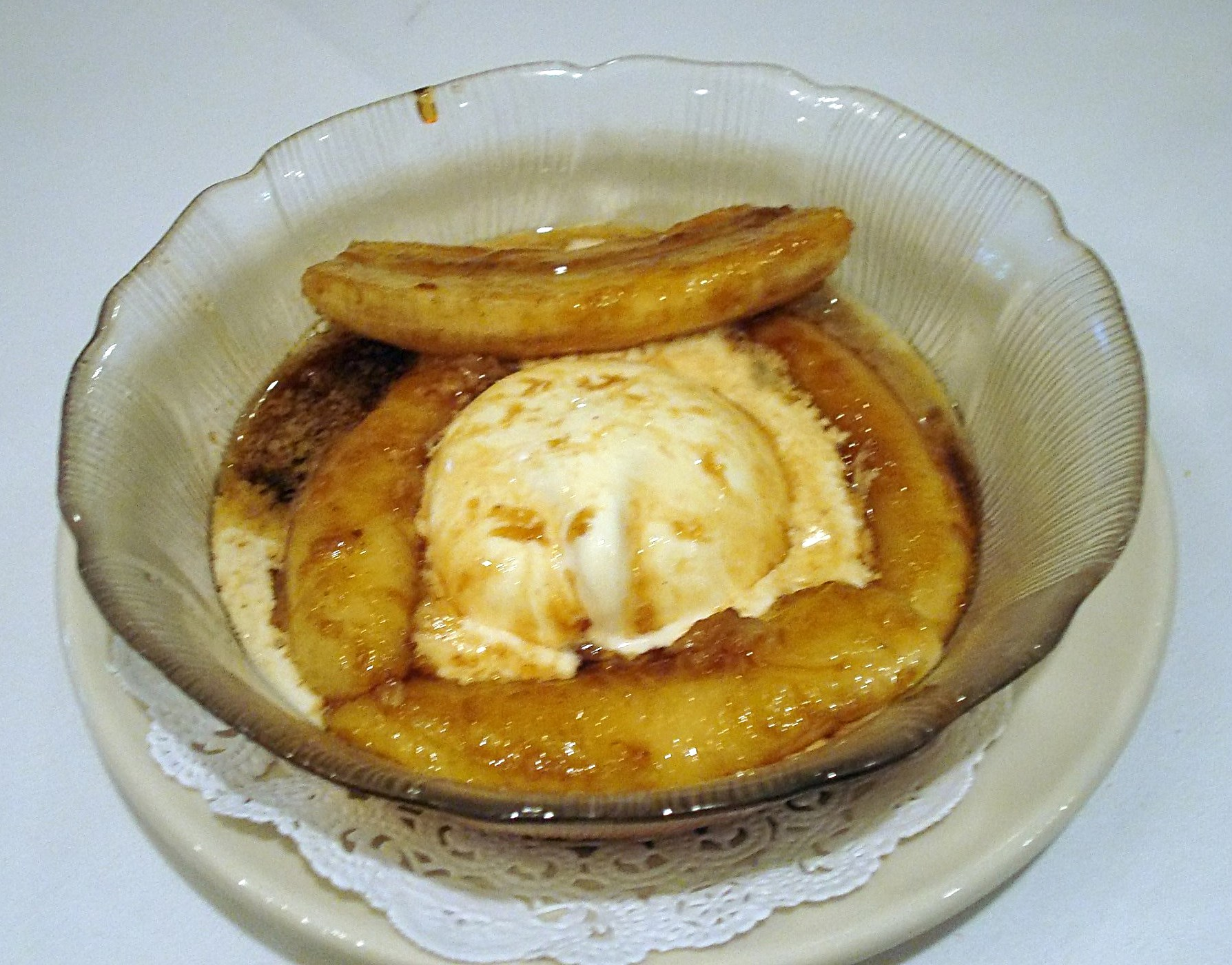
Banán foster, banánból és vaníliafagylaltból, vajból, barna cukorból, fahéjból, sötét rumból és banánlikőrből készült mártással
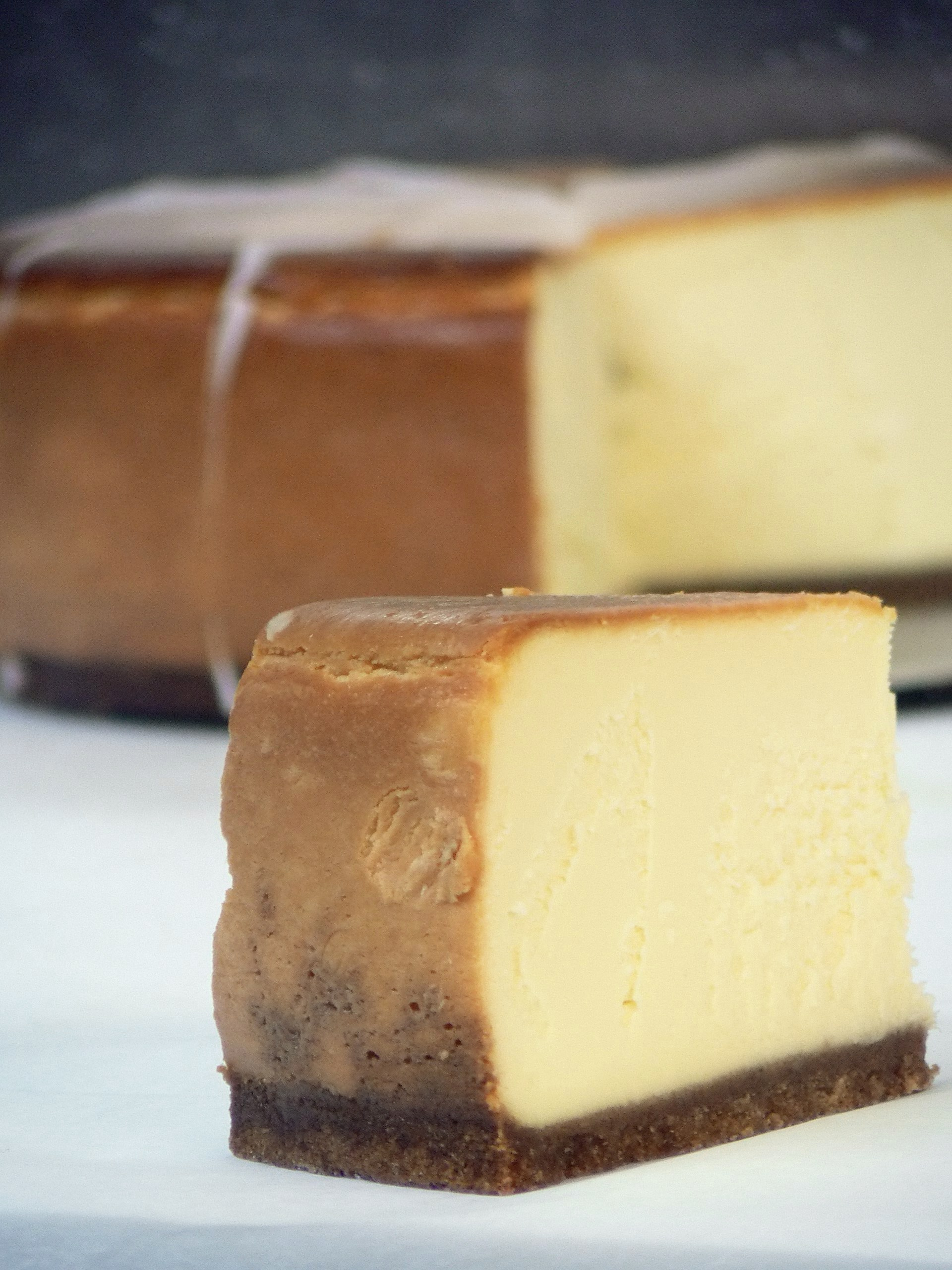
Sajttorta, egyfajta desszert lágy, friss sajt, tojás és cukor keverékével
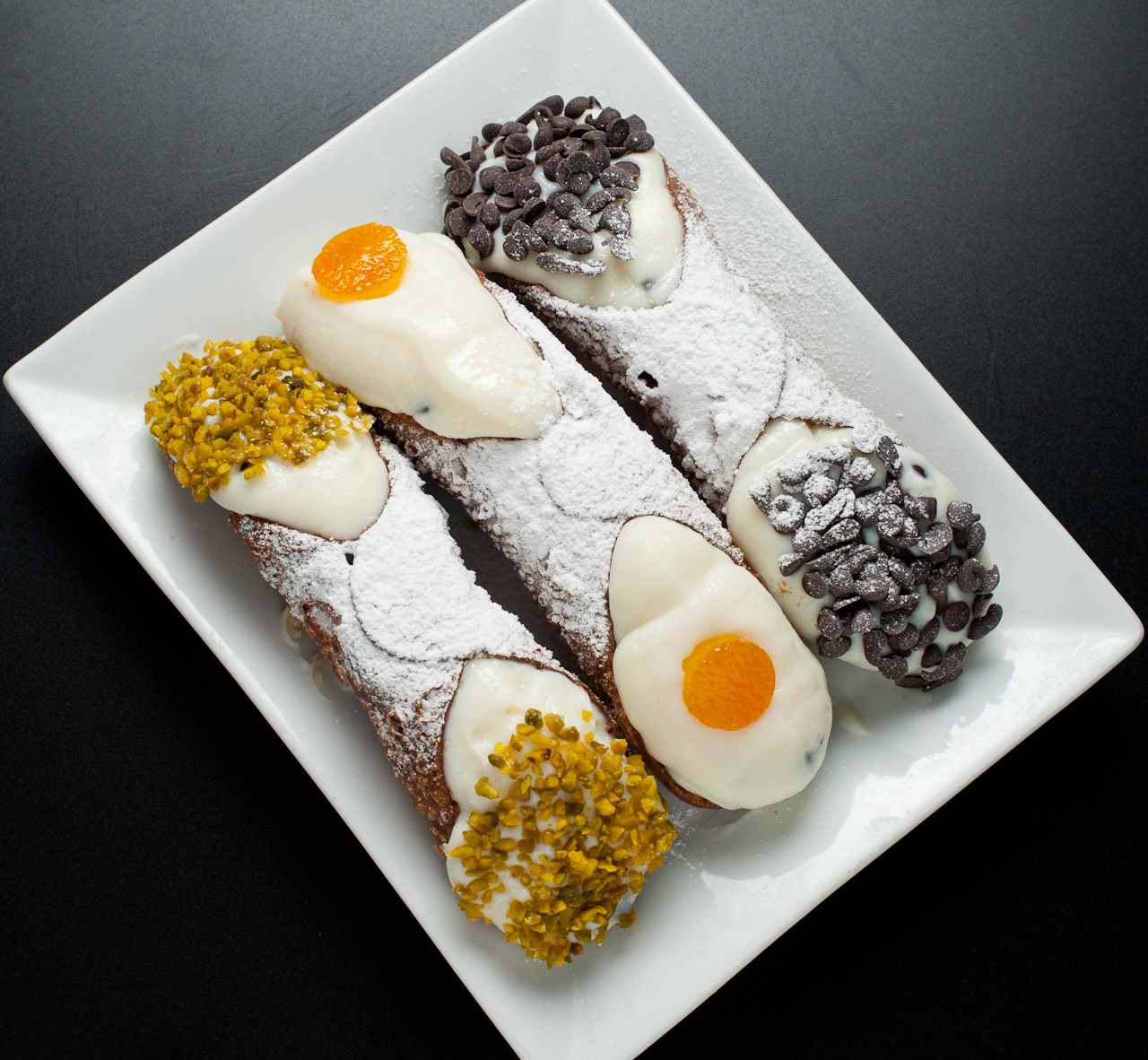
Cannoli pisztácia gabonával, kandírozott gyümölccsel és csokoládécseppekkel
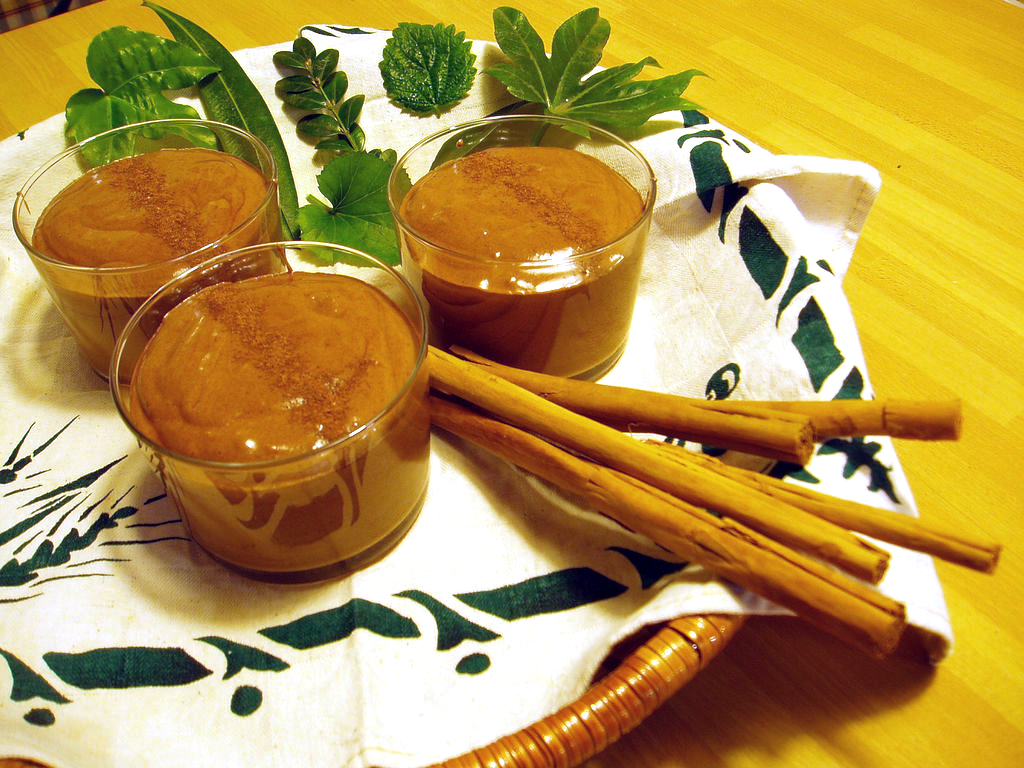
Csokoládéhab, egy desszert különféle csokoládéval, amely légbuborékokat tartalmaz, hogy könnyű és szellős állagot kapjon
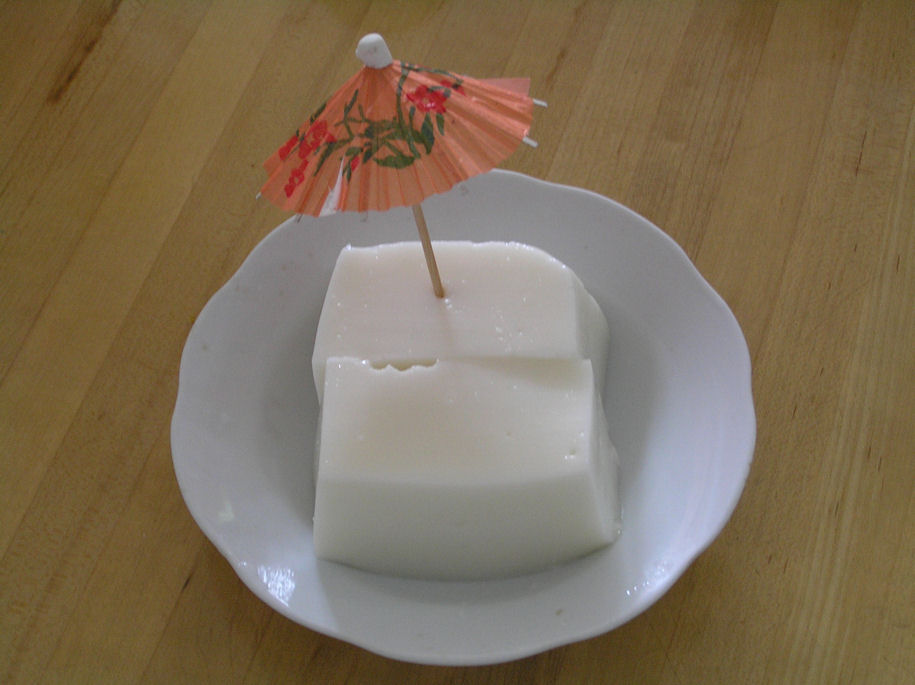
Kókuszrúd, kókusztejjel, tangliszttel és kukoricakeményítővel, vagy agaragarral és zselatinnal
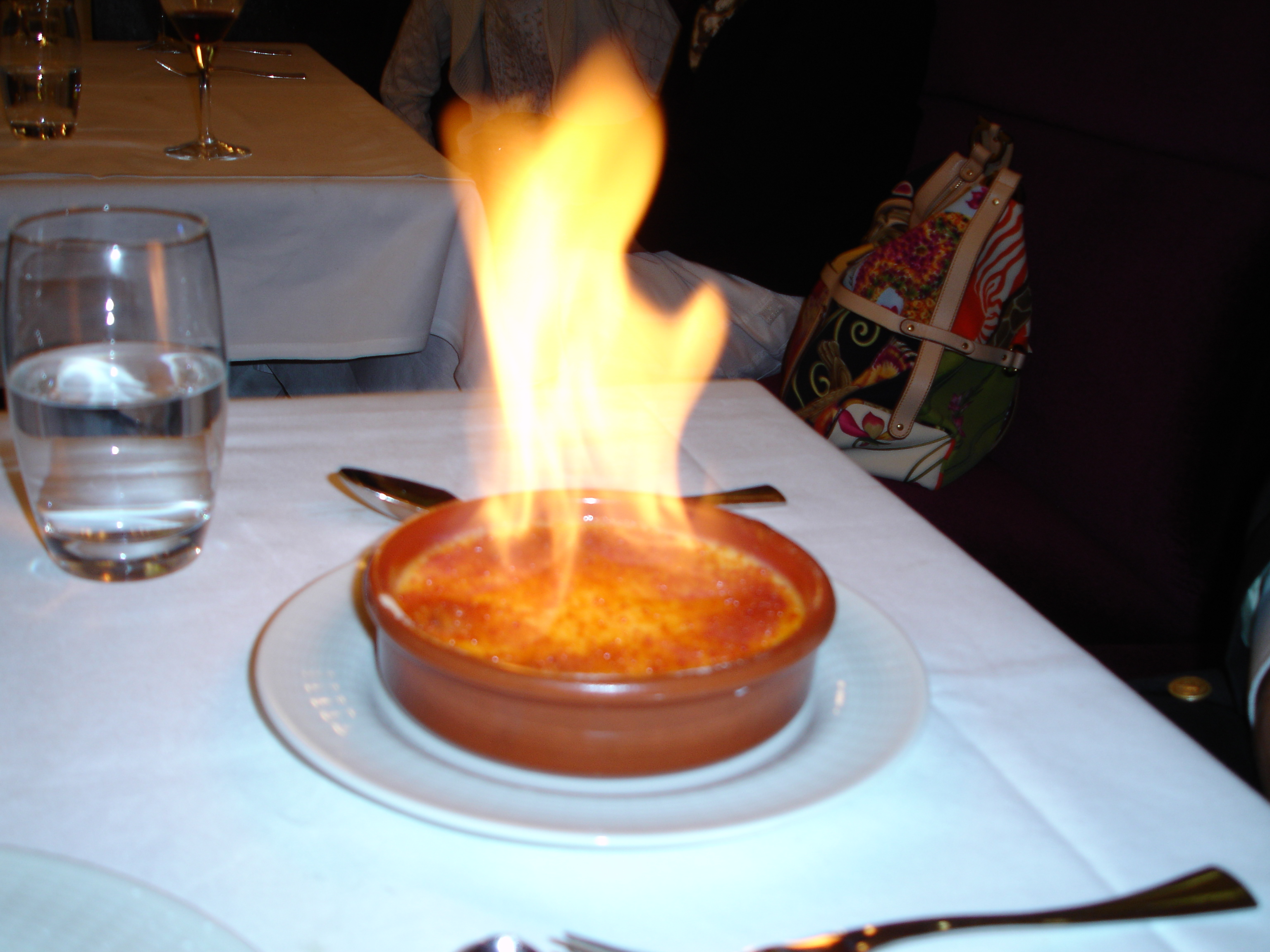
Crème brûlée, gazdag puding alap, kontrasztos kemény karamellréteggel a tetején
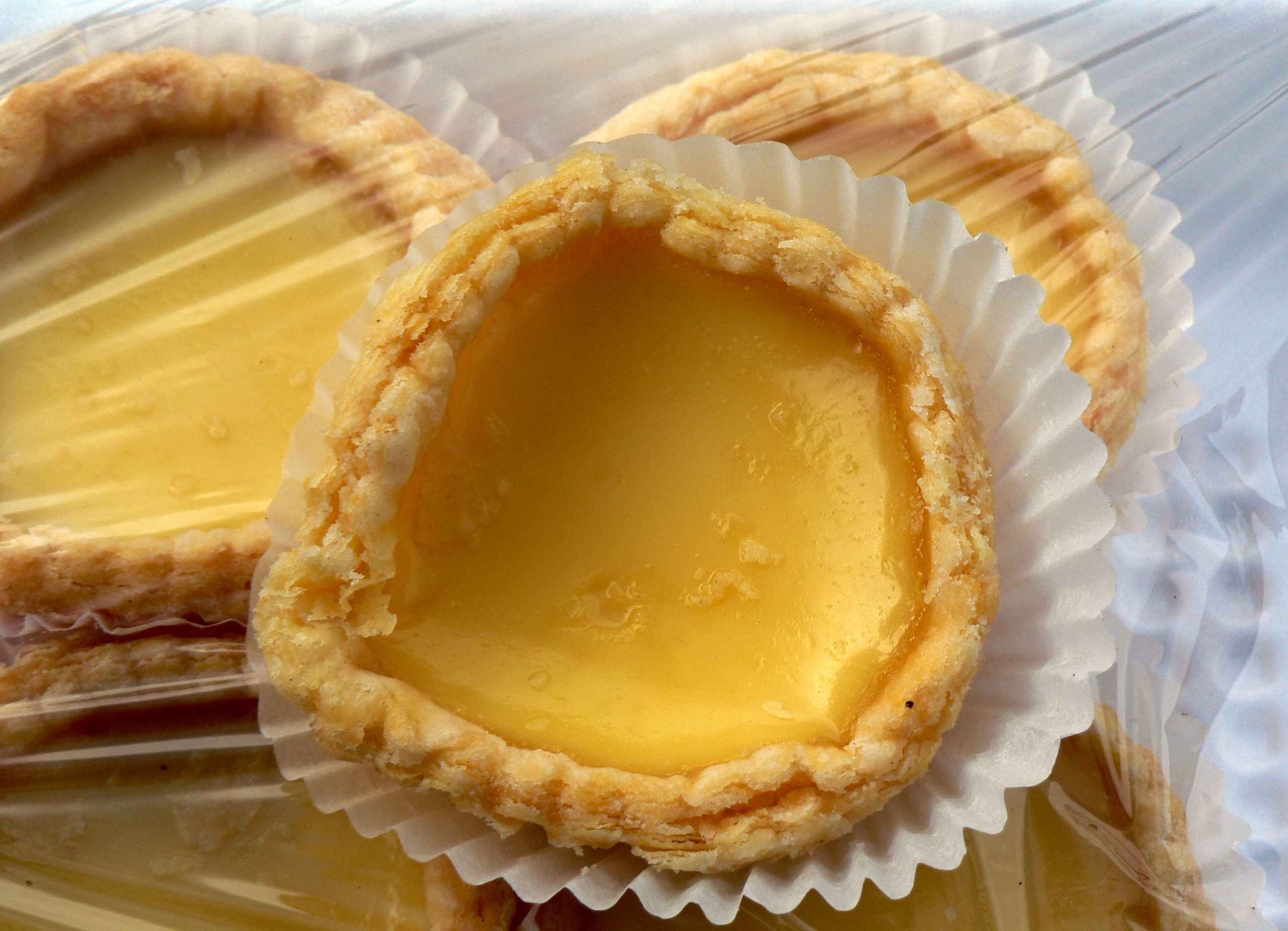
Tojáskrémes sütemények, a kínai Guangzhouból származó sütemény
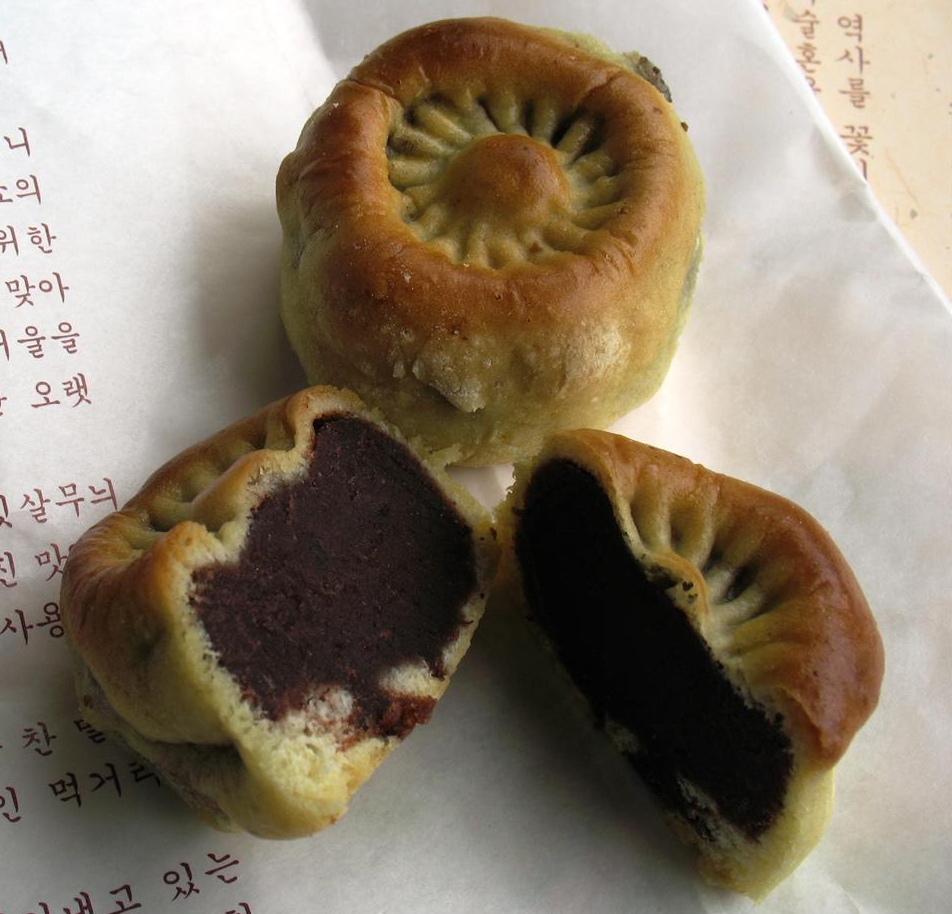
Gyeongju kenyér, egy kis péksütemény töltelékkel, vörös babpéppel
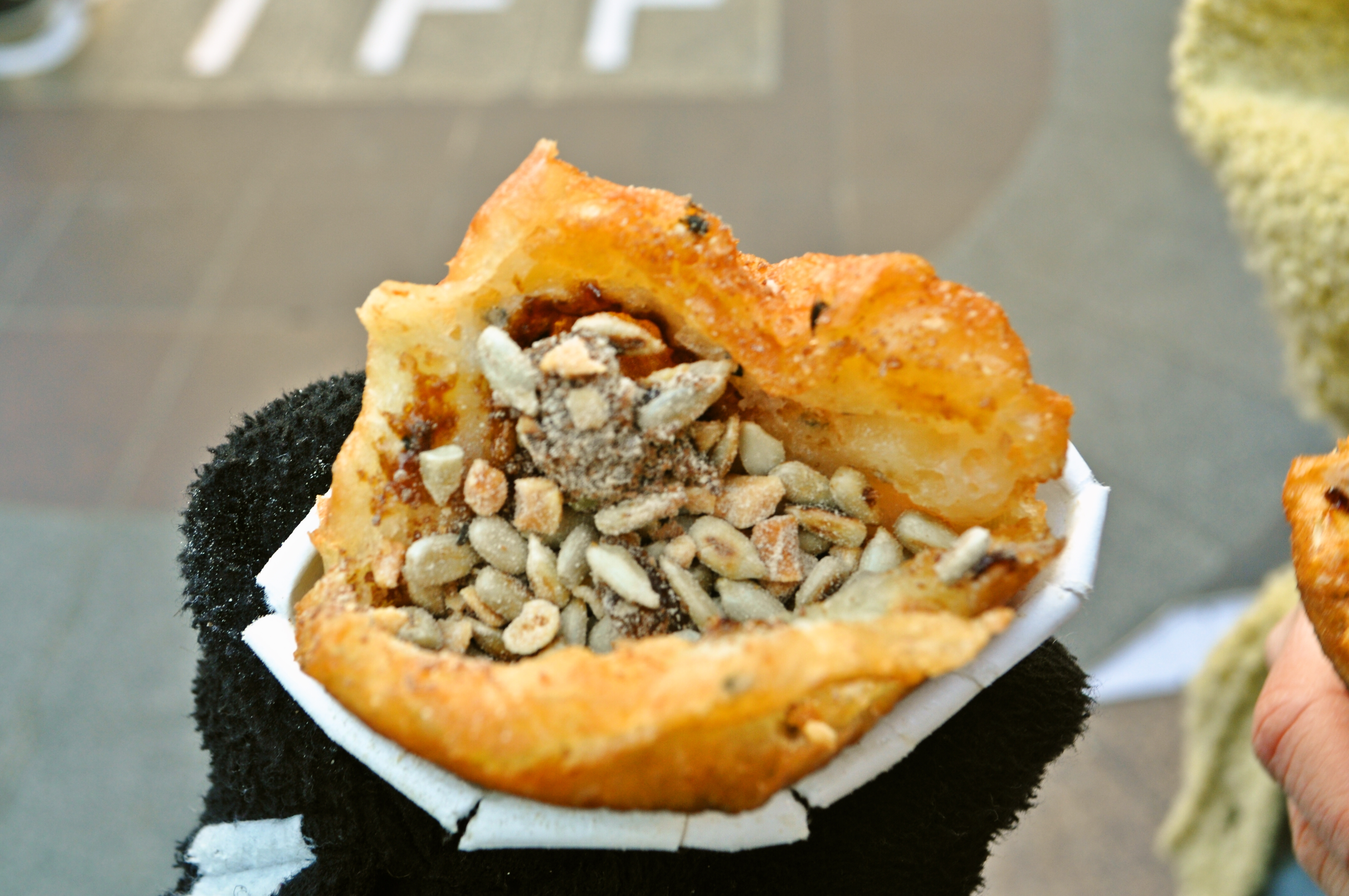
Hotteok (különféle töltött koreai palacsinta) ehető magvakkal, cukorral és fahéjjal
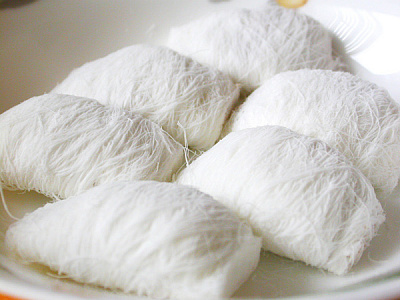
Kkultarae, finom szál méz és maltóz, gyakran édes diótöltelékkel
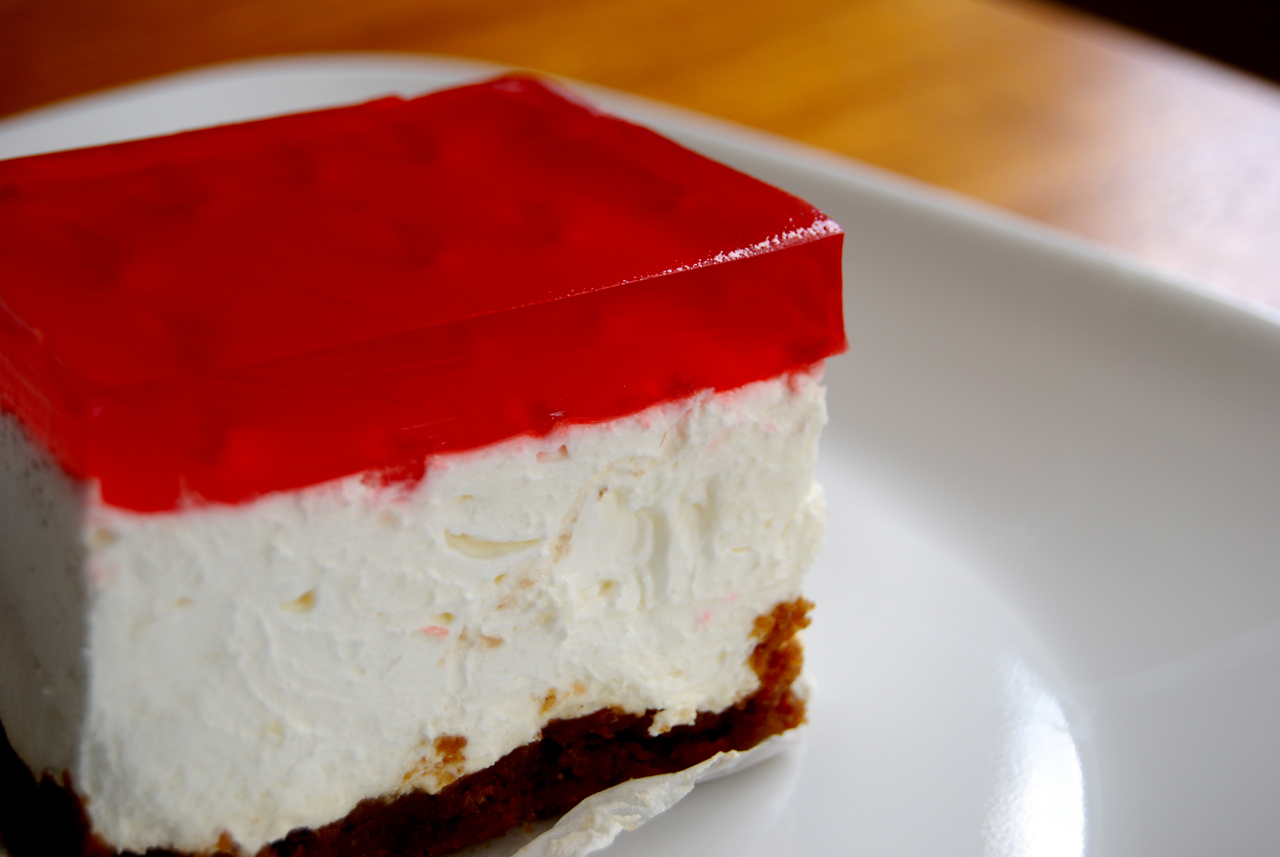
Jell-o krémsajt
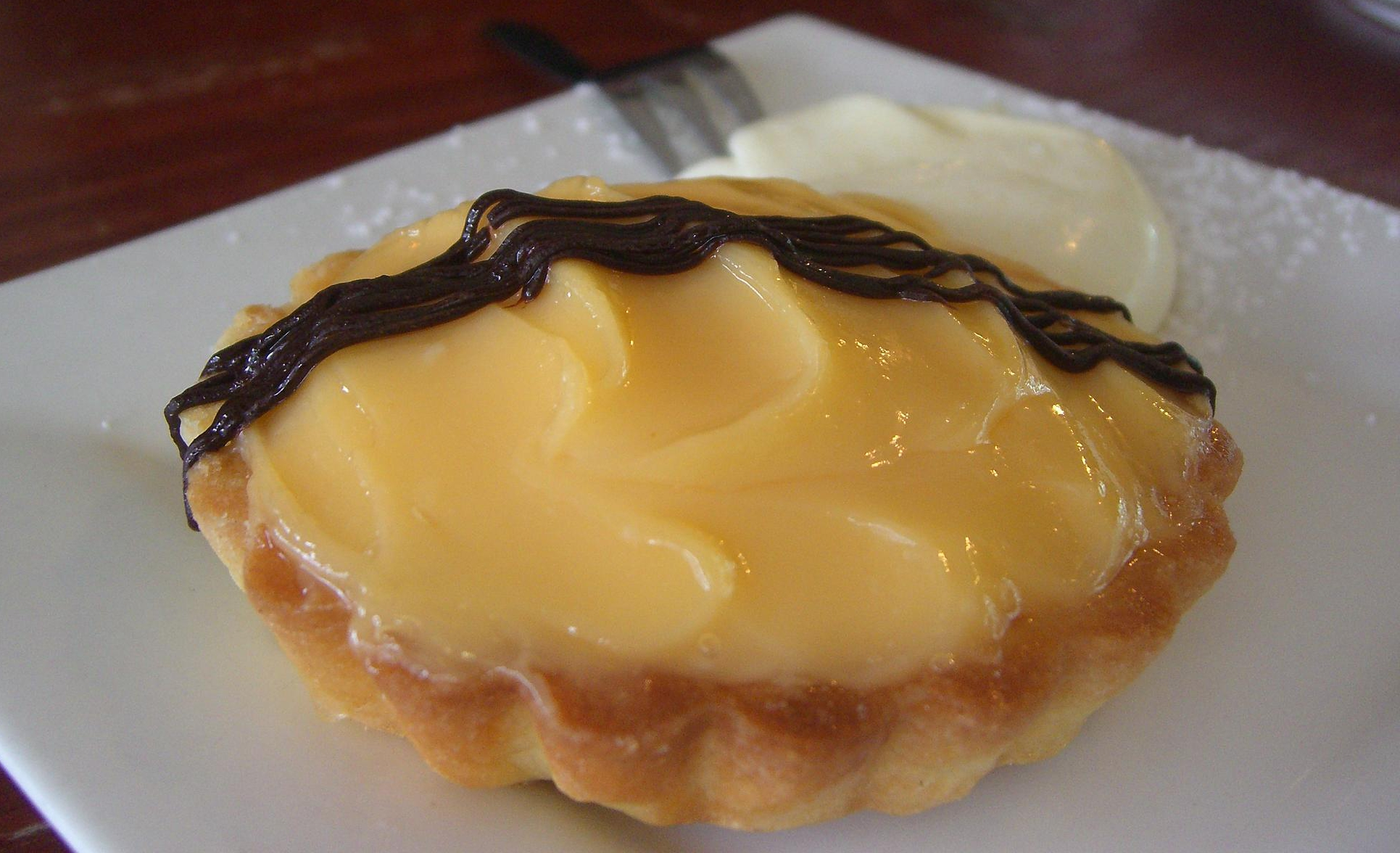
Citromos torta, péksütemény héja citromízű töltelékkel
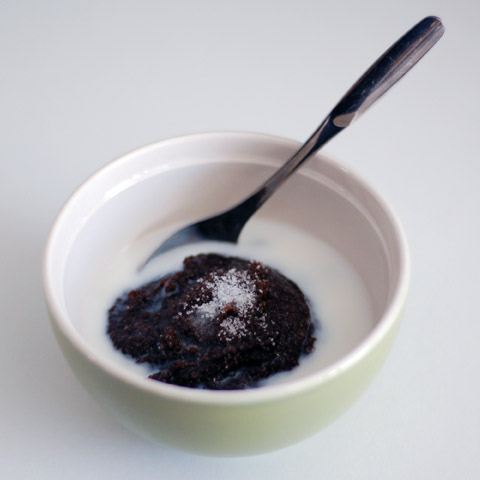
Mämmi, egy finn húsvéti desszert
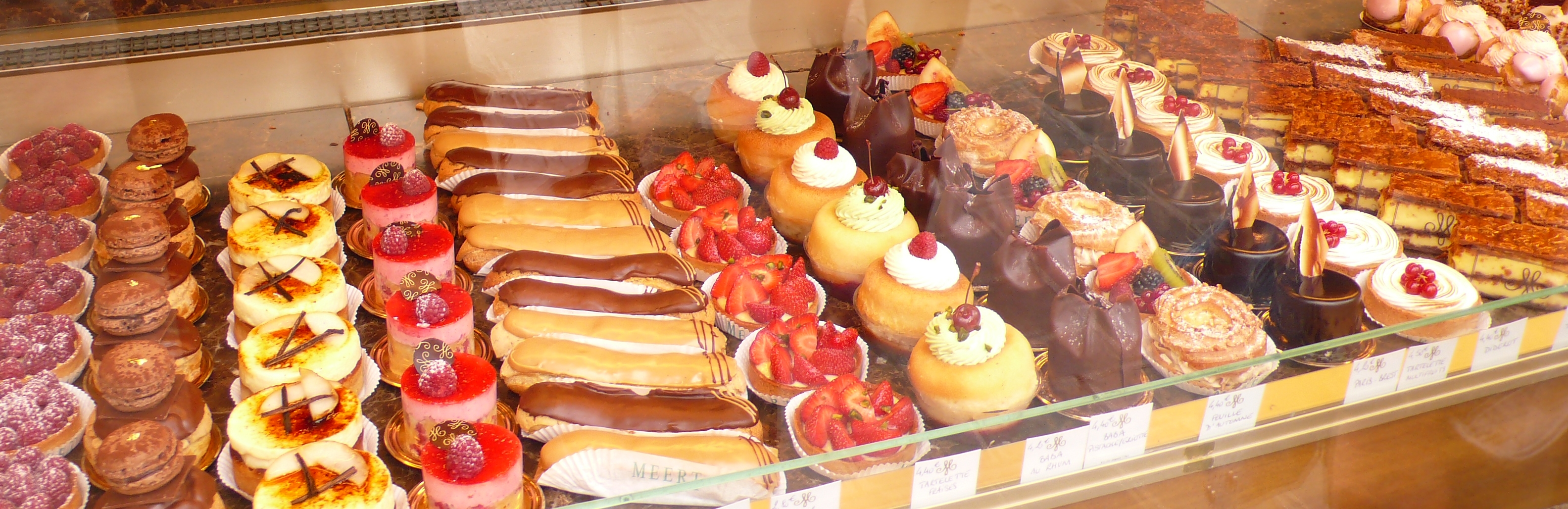
Válogatott péksütemények
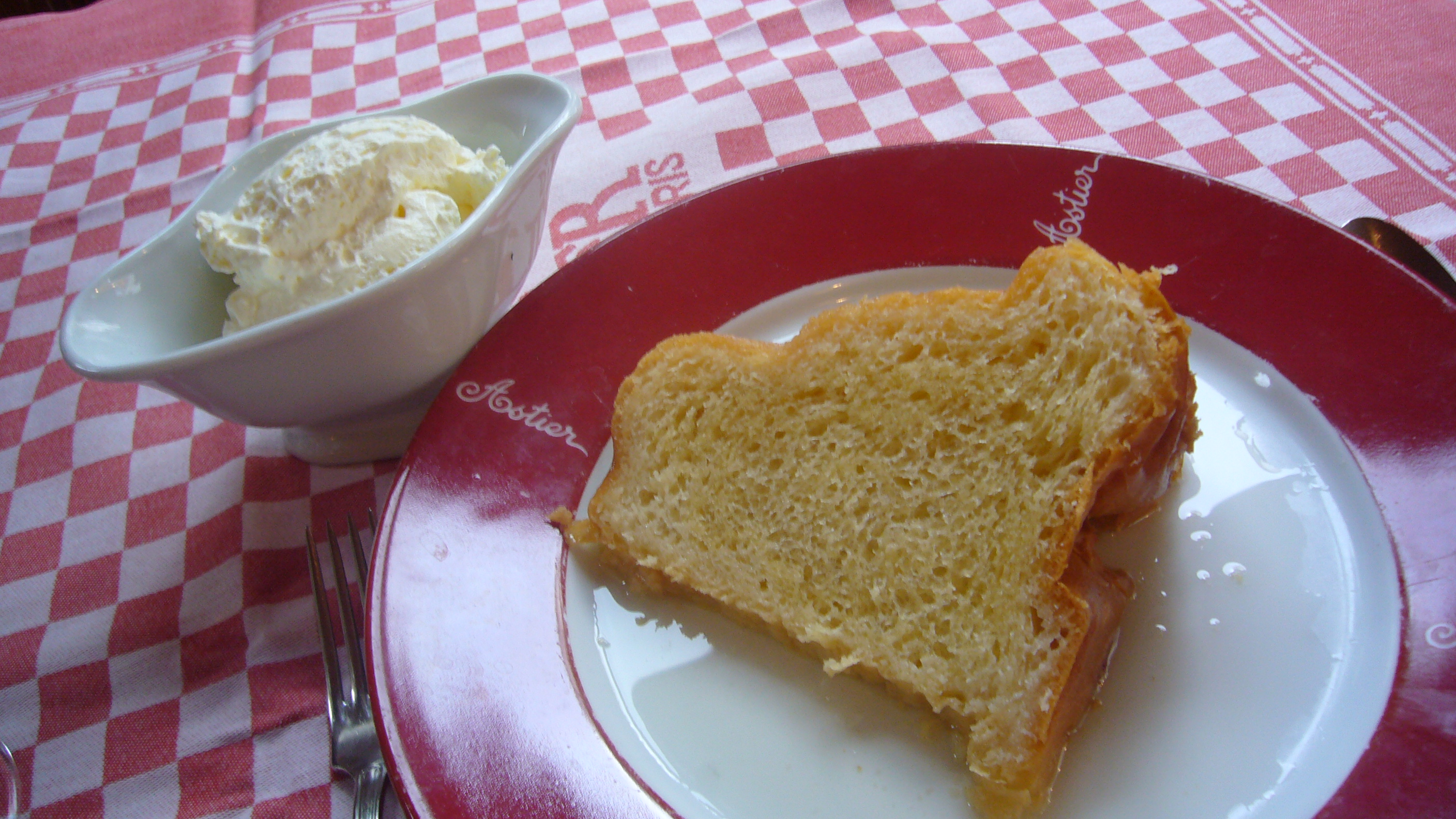
Rumtorta, rumot tartalmazó torta
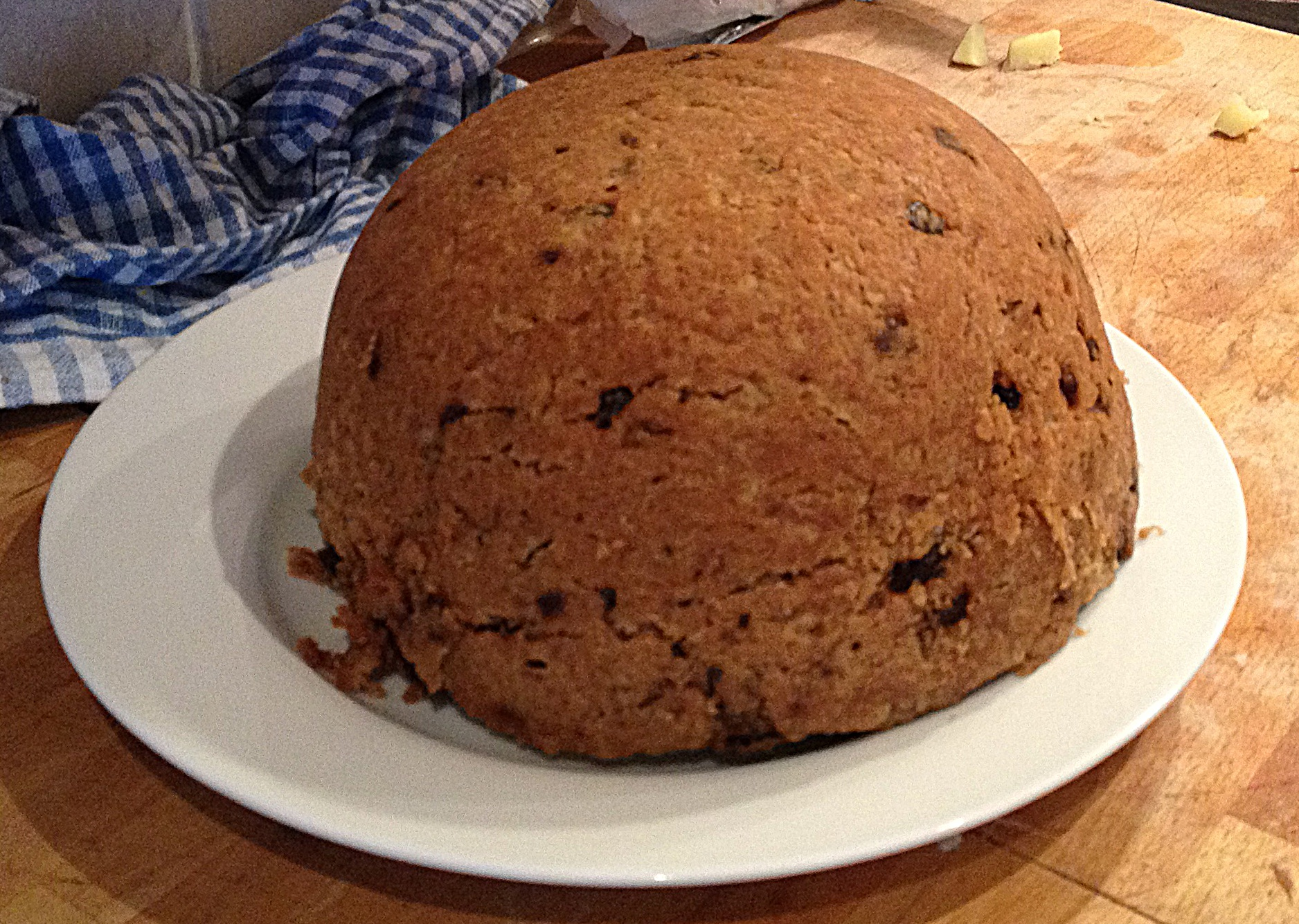
Foltos Dick
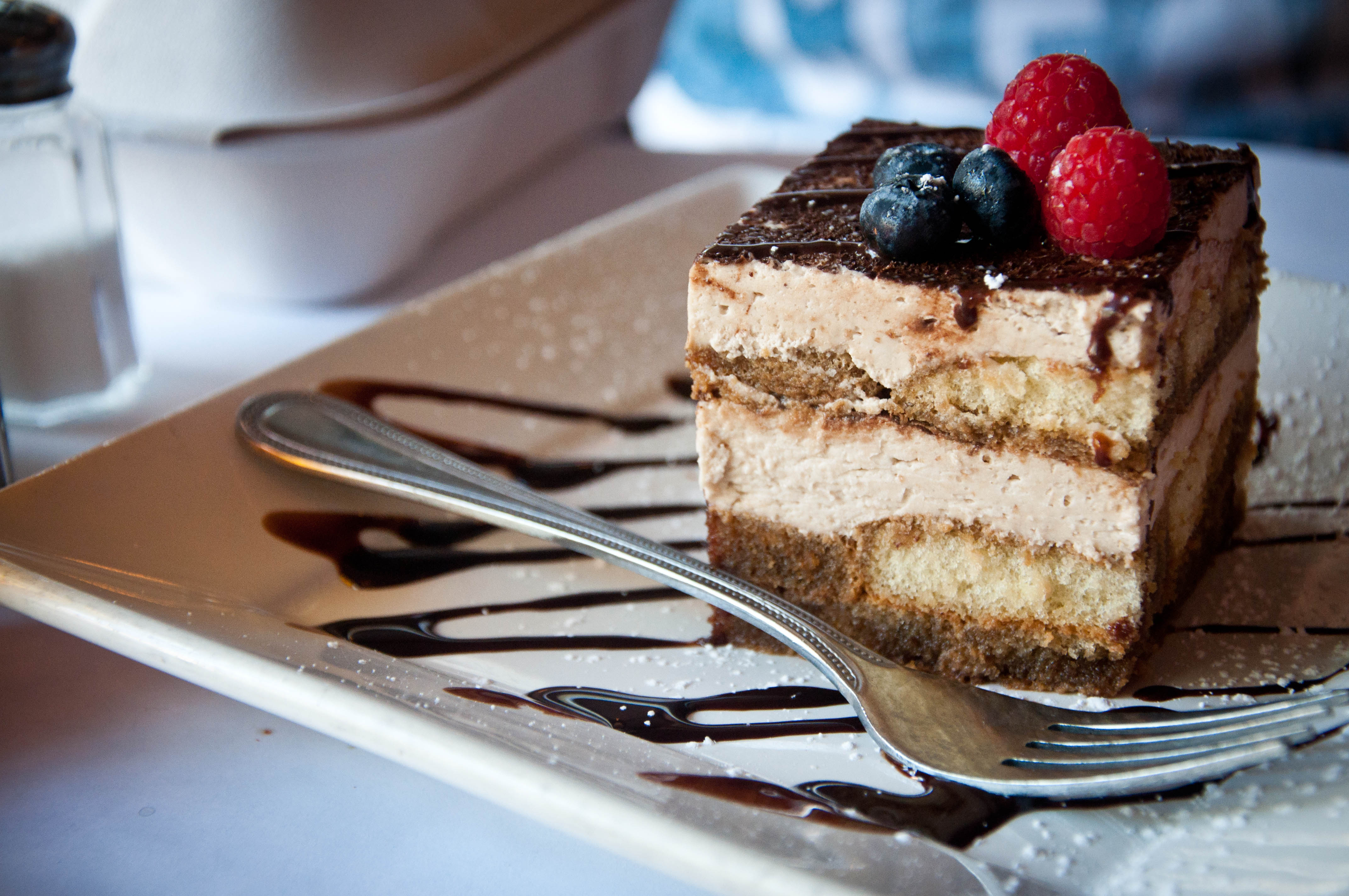
Tiramisu
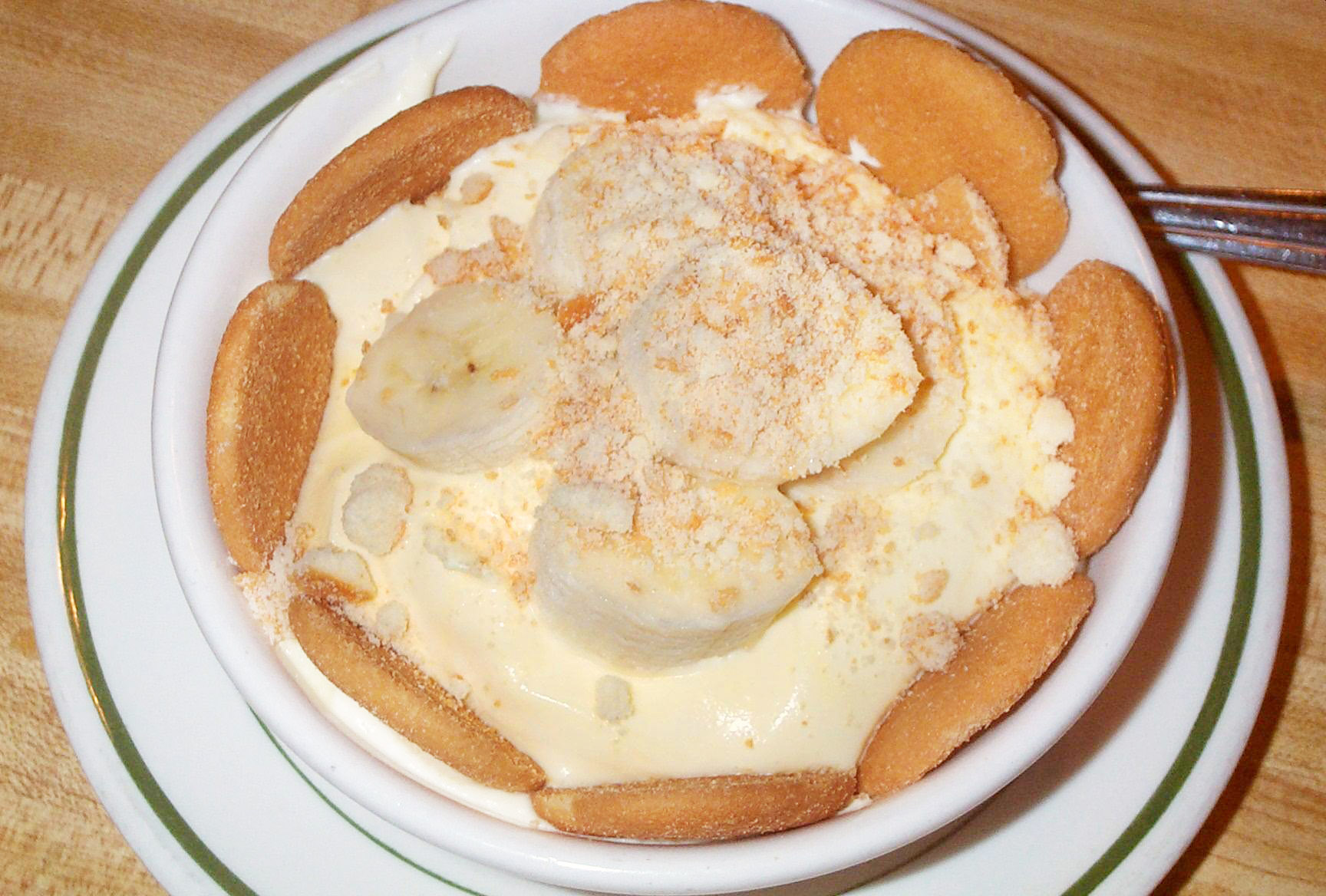
Házi banánpuding

## Földrészenként

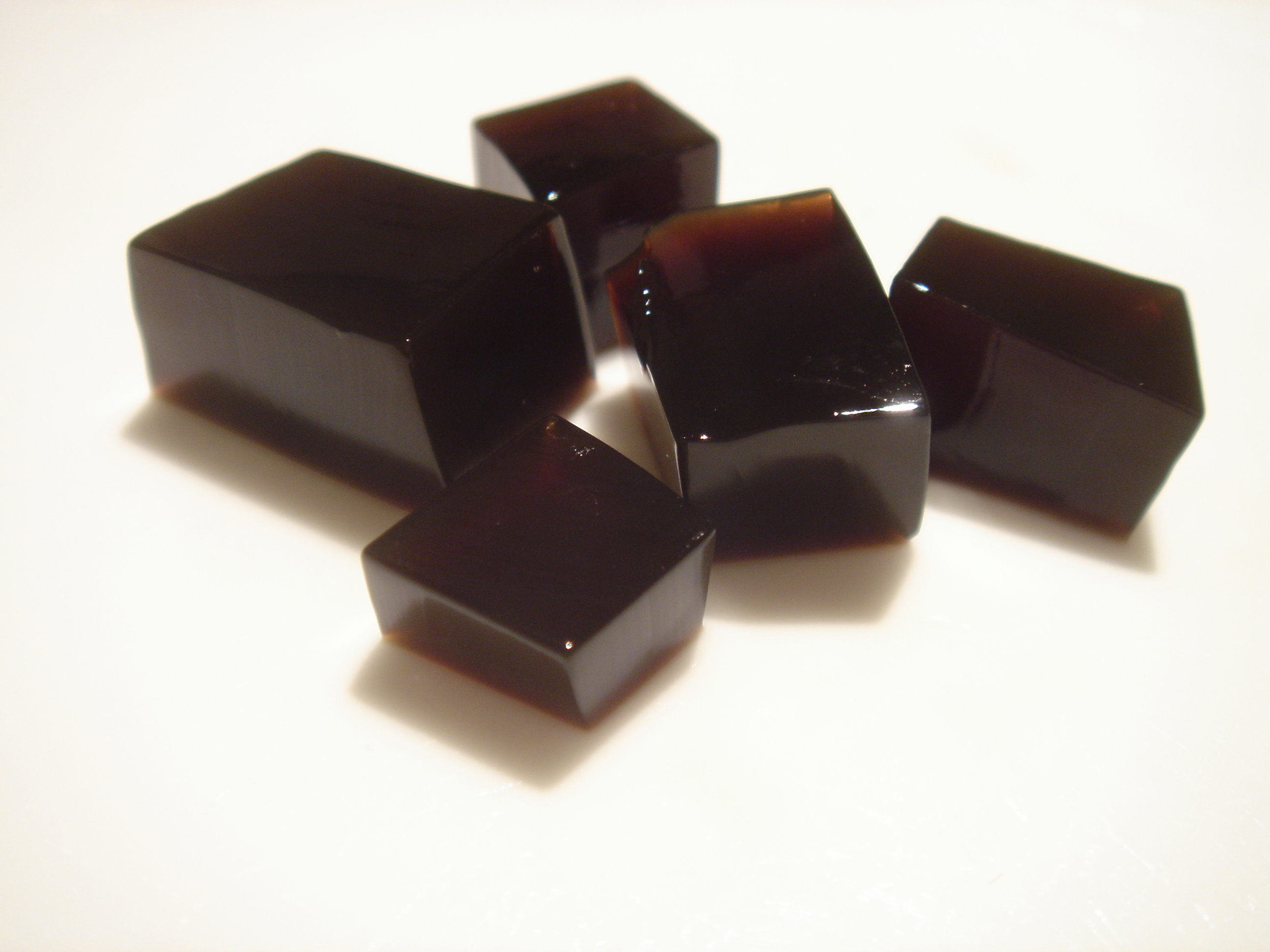
A fűzselé egy zselésszerű desszert, amelyet több ázsiai országban fogyasztanak

### Afrika
Afrika középső és nyugati részén nincs hagyománya az étkezést követő desszertfogyasztásnak. Gyümölcsöt vagy gyümölcssalátát fogyasztanak helyette, amelyet fűszerezhetnek, vagy mártással édesíthetnek. A régió néhány korábbi kolóniájában a gyarmati hatalom befolyásolta a desszerteket - például az angolai cocada amarela (sárga kókuszdió) Portugáliában hasonlít a sült desszertekhez.

### Ázsia

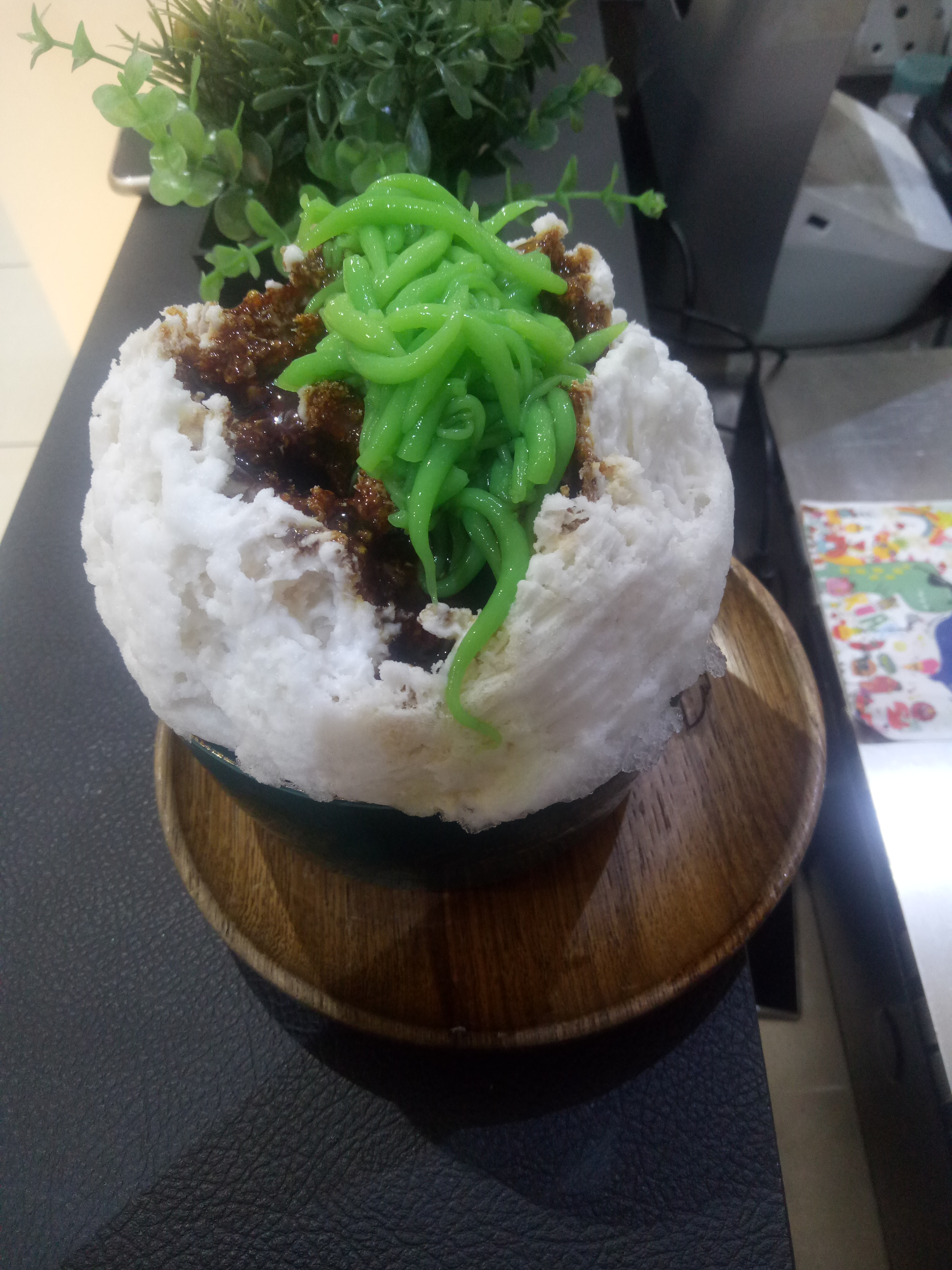
Cendol Akaka a Johor Bahru bevásárlóközpontban

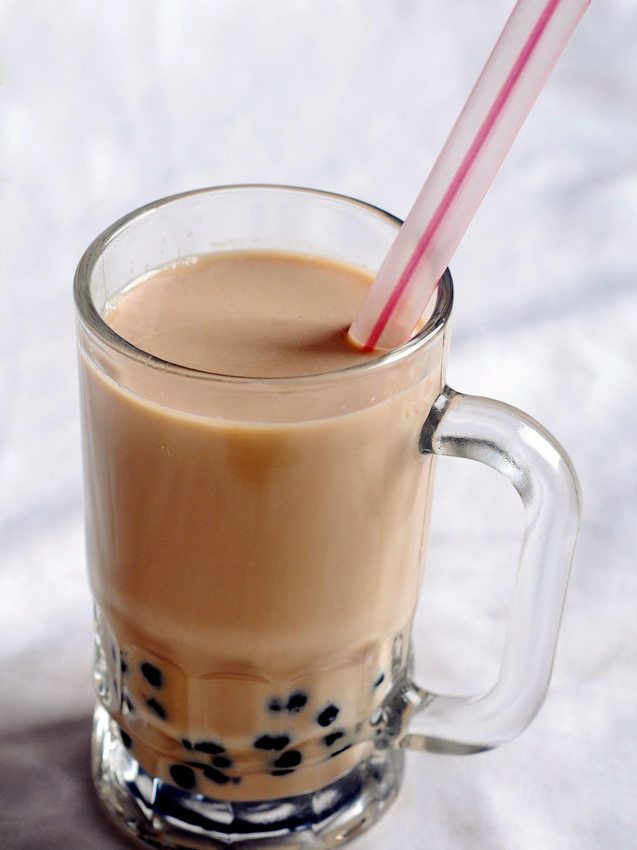
A buboréktea zselés ízesítését buborékokkal viszik bele a teába

Ázsiában a desszerteket az étkezések között gyakran harapnivalókként fogyasztják, nem pedig befejező fogásként. A rizslisztet elterjedten használják a kelet-ázsiai desszertekben, amelyek gyakran tartalmaznak helyi összetevőket, például kókusztejet, pálmacukrot és trópusi gyümölcsöket. Indiában, ahol a cukornádat már Kr. e. 500 előtt termesztették és finomították, a desszertek évezredek óta fontos része az étrendnek; a desszertek típusai közé tartoznak a burfik, halvák, jalebisek és laddusok.
A desszertből manapság is készülnek italok, például a Bubble Tea. Tajvanról származik, amely Kelet-Ázsiában található. A buboréktea egyfajta desszert ízesített teából vagy tejből tápiókával. Világszerte jól ismert.
A közelmúltban a CNN Travel közzétette a világ 50 legjobb desszertjének listáját, miután körbeutazta a világot, és a lista egyik eleme a cendol. Noha a cendol eredete nincs megerősítve, beszámoltak arról, hogy vagy Malajziából, vagy Indonéziából származik.

### India

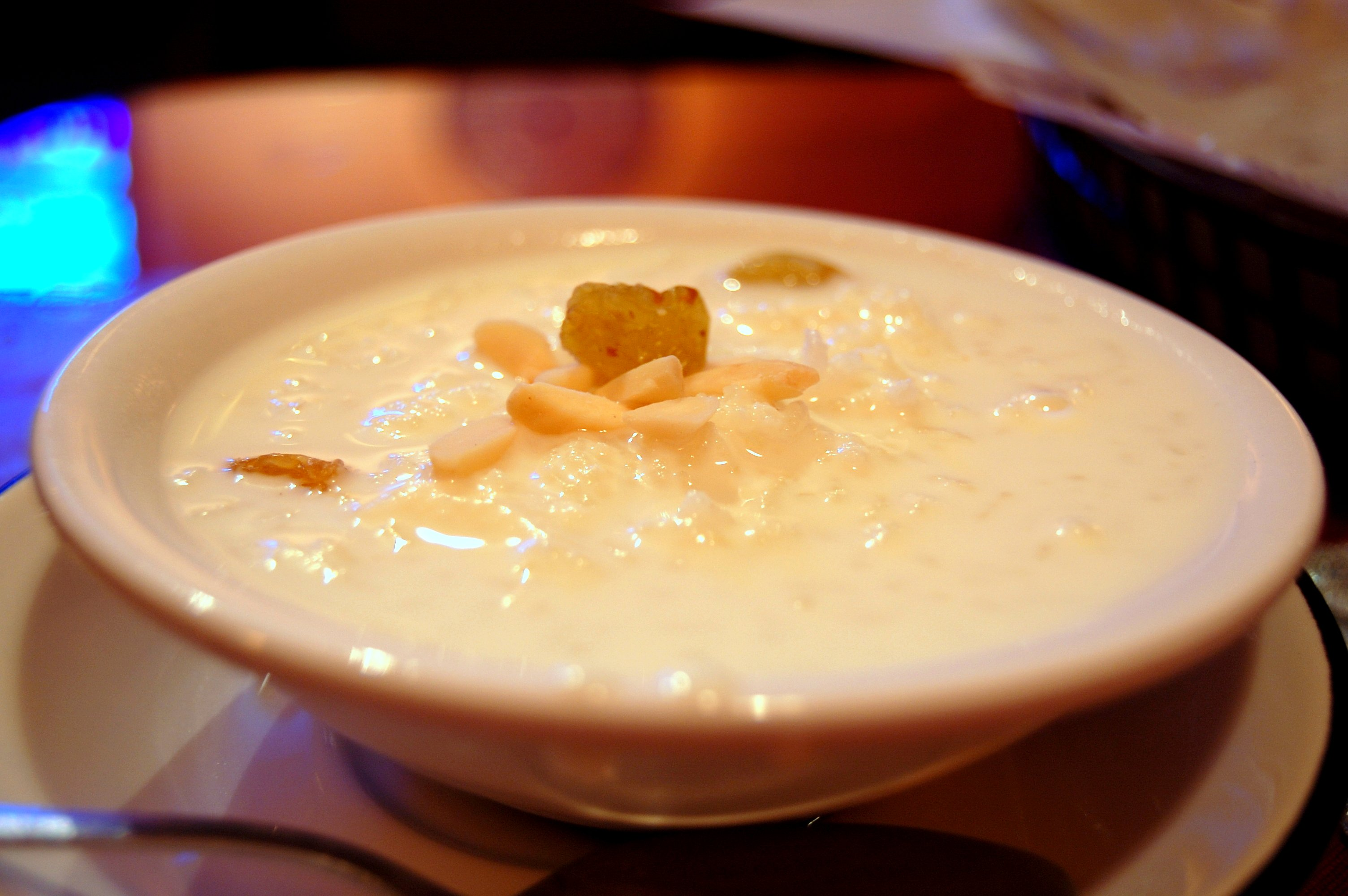
Kheer, Payasa, Payasam vagy Phirni indiai puding

Az indiai szubkontinensen Kheer, Payasa, Payasam vagy Phirni néven készített puding forralt tejből, cukorból és rizsből (utóbbi helyett bulgur, köles, édes kukorica is lehet).

### Európa
Ukrajnában és Oroszországban, reggeli ételek, mint a nalysnyky vagy blintz vagy oladi (palacsinta), és syrniki tálalva méz és lekvár a desszertként.

### Észak-Amerika
Amerika európai gyarmatosítása számos alapanyag és főzési stílus bevezetését eredményezte. A különféle stílusok a 19. és 20. században is tovább terjedtek a bevándorlók beáramlásával arányosan.

### Dél-Amerika

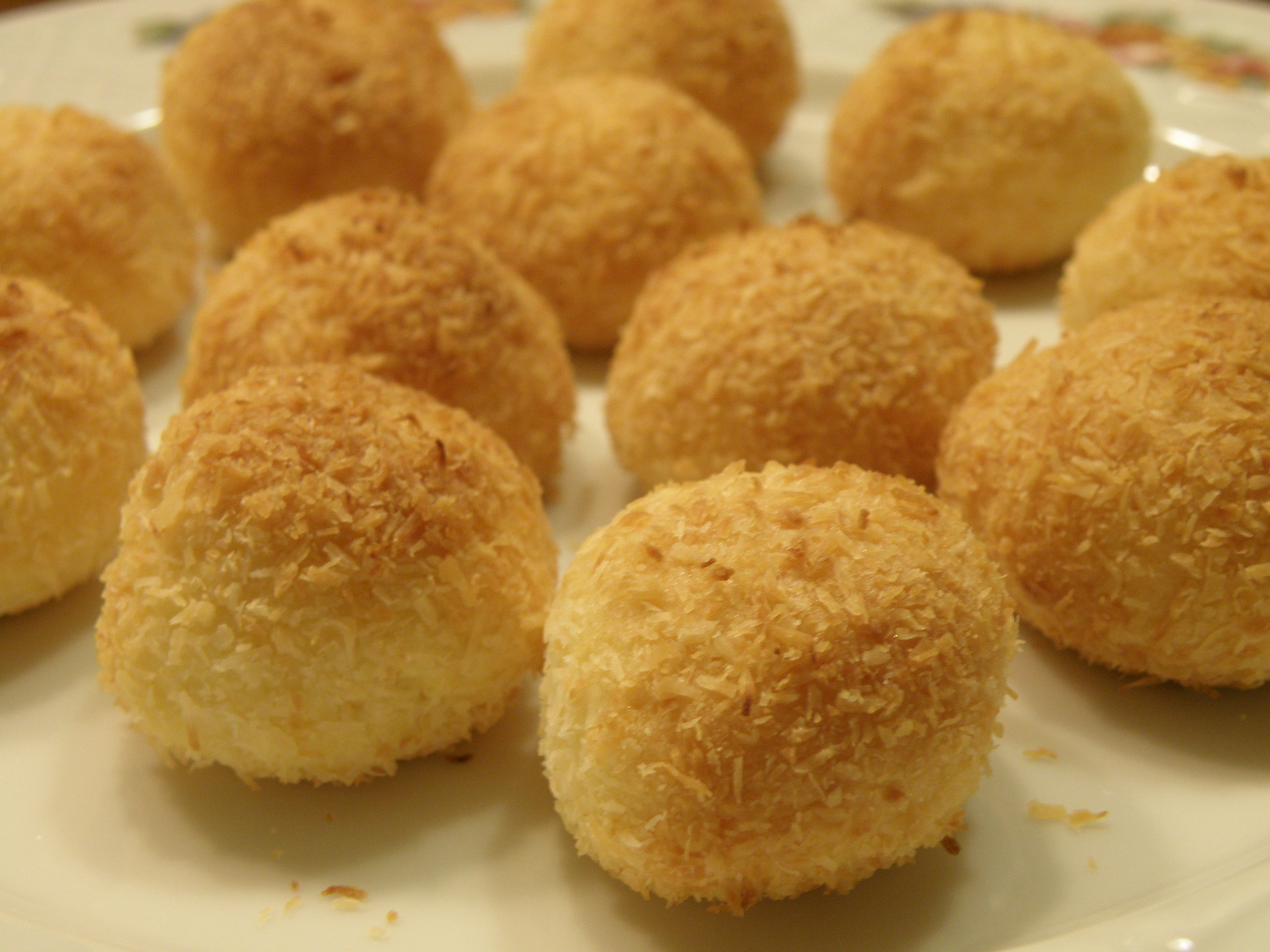
A kokádák Latin-Amerika számos részén található hagyományos kókuszos cukorkák tojásból és aprított kókuszdióból készülnek

A Dulce de leche nagyon gyakori édesség Argentínában. Bolíviában a cukornádat, a mézet és a kókuszt hagyományosan használják a desszertekben. A Tawa Tawa egy bolíviai édes szétszórakozza alkalmazásával előállított cukornád, és helado de Canela a desszert, amely hasonló a serbethez, amelyet nádcukorból és fahéjból készítenek. Kókuszos tortákat, puding sütiket és cukorkákat is fogyasztanak Bolíviában. Brazíliában különféle cukorkák találhatók, például brigadeiros (csokoládéfudge golyó), cocada (kókuszdió), beijinhos (kókuszdió szarvasgomba és szegfűszeg) és romeu e julieta (sajt guajava lekvárral goiabada néven ismert). A földimogyoróból paçoca, rapadura és pé-de-moleque készül. A helyi gyümölcsökből gyümölcsleveket készítenek, és csokoládék, jégdugók és fagylaltok készítésére használják. Chilében a kuchent "védjegyes desszertként" írták le. Chilében számos desszert készül manjarral (karamellizált tej), köztük az alfajor, flan, cuchufli és arroz con leche. A Kolumbiában fogyasztott desszertek közé tartozik a dulce de leche, a gofrisütemény, puding, a nugát, a kókuszdió sziruppal és a sűrített tej cukornádsziruppal. Az ecuadori desszertek általában egyszerűek, és a konyha mérsékelt részét képezik. Az Ecuadorban elfogyasztott desszertek között szerepel a sütemény, a pelyhek, a cukorkák és a különféle édességek.

### Óceánia
A desszerteket általában Ausztráliában fogyasztják, és a legtöbb napi étkezés "egyszerű desszertekkel végződik", amelyek különféle gyümölcsöket is tartalmazhatnak. A bonyolultabb desszertek között szerepelnek sütemények, piték és sütik, amelyeket néha különleges alkalmakkor szolgálnak fel.

## Piaca
A desszertek piaca az elmúlt évtizedekben növekedett, amit nagyban megnövelte a desszertek kereskedelmi jellege és az élelmiszertermelés térnyerése. A desszertek a legtöbb étteremben jelen vannak, mivel a népszerűségük nőtt. Számos kereskedelmi boltot kizárólag desszertüzletként hoztak létre. A fagyizók 1800 előtt működtek. Sok vállalkozás hirdetési kampányokat kezdett, amelyek kizárólag a desszertekre összpontosítottak. A desszertek forgalmazásának taktikája a közönségtől függően nagyon eltérő, például a desszerteket népszerű filmfigurákkal lehet hirdetni a gyermekek megcélzásához. A Food Network-hez hasonló vállalatok felemelkedése sok olyan műsort hirdetett, amelyek tartalmazzák a desszertet és az elkészítésüket. Az ilyen műsorok extrém desszerteket mutattak be, és játékbemutató hangulatot teremtettek, amely versenyképesebbé tette a desszerteket.
A desszertek az éttermi menük szokásos alaptételei, különböző fajtájúak lévén. A pite és a sajttorta a legnépszerűbb desszertfogások közé tartozott 2012-ben az amerikai éttermekben.

## Tápértéke
A desszertek gyakran viszonylag nagy mennyiségű cukrot és zsírt tartalmaznak, ennek eredményeként magasabb a kalóriaszám, mint más ételekben. Kivétel a friss vagy főtt gyümölcs, minimális hozzáadott cukor vagy zsír hozzáadásával.

## Fordítás
Ez a szócikk részben vagy egészben  a   Dessert című angol Wikipédia-szócikk ezen változatának fordításán alapul.  Az eredeti cikk szerkesztőit annak laptörténete sorolja fel. Ez a jelzés csupán a megfogalmazás eredetét és a szerzői jogokat jelzi, nem szolgál a cikkben szereplő információk forrásmegjelöléseként.